# ストレッチマン
ストレッチマンは、NHK Eテレで放送されている視聴者参加型の特別支援学校・特別支援学級向けの学校放送番組。この番組の主人公であるストレッチマンおよび前身番組の『グルグルパックン』、改題番組の『ストレッチマン2』『ストレッチマン・ハイパー』『ストレッチマンV』『ストレッチマン・ゴールド』『ストレッチマンGO!』についてもこの項で説明する。
以下、本文中の放送時間はすべて日本標準時（JST）。

## グルグルパックン

### 概要
小学校障害児学級（現・小学校特別支援学級）や養護学校（現・特別支援学校）の子供たちを対象に自分で主体的に行動できるよう自立を促す学校教育番組。友情をテーマに子供たちに生きる喜びを学んでもらう劇「グルグルの森」、ストレッチで体を動かす楽しさを養う「ストレッチマン」の他、ことば、造形、動物などのコーナーで構成される。

### 放送時間
いずれも日本時間。
- 平成5年度NHK冬のテレビクラブ（パイロット版）[3]

| 期間                                       | 放送時間               |
| ------------------------------------------ | ---------------------- |
| 1993年12月27日 月曜日／1994年1月6日 木曜日 | 10:15 - 10:30（第1回） |
| 1993年12月28日 火曜日／1994年1月7日 金曜日 | 10:15 - 10:30（第2回） |

- レギュラー放送

| 期間                         | 放送時間                                 |
| ---------------------------- | ---------------------------------------- |
| 1994年4月4日 - 1999年3月10日 | 月曜日10:15 - 10:30／水曜日10:15 - 10:30 |

### 登場人物
グルグル（声・藤田友宏（1994年度 - 1996年度）→備本哲郎（1997年度 - 1998年度））
丸々とした体で垂れた耳の犬のような顔をしており、体色は上半身が濃淡ピンクの横縞模様、下半身が茶色。食いしん坊ののんびり屋。一度マジックを披露し、ストレッチマン（レジェンド）を出した事がある。
ブー（声・渡辺千恵子）
いたずら好きな妖精で茶色い毛に覆われた体をしており、大きな耳と頭頂部の小さな角が特徴。パペットで表現された。
プリン（よしかわあい（パイロット版）→沖埜楽子）
黄色いドレスを着た魔女の見習いの女の子。繰り出す魔法はいつも失敗ばかりだったが、最終回で成功させる。1998年度は遊びコーナー『プリンとあそぼう』担当。
パイロット版では衣装が異なる。
悪役（宇仁菅真）
1994年度 - 1995年度に登場。泥棒のドロダラケン、嘘をつく怪盗パラリンなど、「グルグルの森」の悪役を担当。
ペペロンチーノ（井之上チャル）
1997年度 - 1998年度に登場。グルグルの森に迷い込んできた王子。緑色の肌が特徴。
しずかおねえさん（おのしずか）
1998年度に登場。遊びコーナー『プリンとあそぼう』担当のお姉さん。
子供たち（大阪放送児童劇団）
それぞれ子役がエキストラとして出演する子供たち。

### 放送リスト
1995年度第6回は年間20回で年度の異なる再放送回となっている。
1996年度からは『グルグルの森』と『ストレッチマン』が分離編成され、新旧作が混在する変則回が存在するが、1996年度の『ストレッチマン』（この年度よりシリーズの核となる養護学校（現・特別支援学校）での怪人対決が導入されたため）と1997年度の『グルグルの森』（グルグルの演者交代のため）は全て新作、1998年度第19回は年間20回で編成の異なる変則再放送回（『グルグルの森』と『ストレッチマン』はいずれも旧作）となっている。
| 回 | タイトル     | 初回放送日     |
| -- | ------------ | -------------- |
| 1  | 森のグルグル | 1993年12月27日 |
| 2  | 魔法の花     | 1993年12月28日 |

| 回 | タイトル             | 初回放送日     |
| -- | -------------------- | -------------- |
| 1  | はるのあしおと       | 1994年04月04日 |
| 2  | ひみつのはこ         | 1994年04月18日 |
| 3  | かぜよおしえて       | 1994年05月02日 |
| 4  | ほらあなのかいぶつ   | 1994年05月23日 |
| 5  | あめのひのまほう     | 1994年06月06日 |
| 6  | ふしぎなくすり       | 1994年06月20日 |
| 7  | ほしどろぼう         | 1994年07月04日 |
| 8  | だれかがよんでいる   | 1994年08月29日 |
| 9  | くものえほん         | 1994年09月12日 |
| 10 | かがみよ かがみ      | 1994年09月26日 |
| 11 | もりのまつり         | 1994年10月12日 |
| 12 | かいとうパラリン     | 1994年10月24日 |
| 13 | ひとりぼっちのよる   | 1994年11月07日 |
| 14 | おちばのてがみ       | 1994年11月21日 |
| 15 | ろうそくをともして   | 1994年12月05日 |
| 16 | みんなできめた       | 1995年01月09日 |
| 17 | ふゆのおくりもの     | 1995年01月23日 |
| 18 | きえた てぶくろ      | 1995年02月06日 |
| 19 | さよならユキダルマン | 1995年02月20日 |
| 20 | にじのむこうに       | 1995年03月06日 |
| 21 | はるにあえたよ       | 1995年04月10日 |
| 22 | いじわるブー         | 1995年04月24日 |
| 23 | あきらめないで       | 1995年05月15日 |
| 24 | やさしいグルグル     | 1995年05月29日 |
| 25 | ありがとうといって   | 1995年06月12日 |
| 再 | かいとうパラリン     | 1995年06月26日 |
| 26 | たまねぎだいきらい   | 1995年07月10日 |
| 27 | だらだらプリン       | 1995年08月28日 |
| 28 | もりのまつり         | 1995年09月18日 |
| 29 | みんなともだち       | 1995年10月02日 |
| 30 | ブーのしっぱい       | 1995年10月16日 |
| 31 | どっちにするの       | 1995年10月30日 |
| 32 | がまんがまん         | 1995年11月13日 |
| 33 | ともだちになろうね   | 1995年11月27日 |
| 34 | だいじにしてね       | 1995年12月11日 |
| 35 | みんなできめた       | 1996年01月08日 |
| 36 | ごめんねユキダルマン | 1996年01月22日 |
| 37 | グルグルのおくりもの | 1996年02月05日 |
| 38 | やっぱりなかよし     | 1996年02月19日 |
| 39 | みんながんばって     | 1996年03月04日 |

| 回 | グルグルの森                              | ストレッチマン                                                                         | ストレッチマン             | 初回放送日     |
| 回 | タイトル                                  | 登場怪人                                                                               | ロケ場所                   | 初回放送日     |
| -- | ----------------------------------------- | -------------------------------------------------------------------------------------- | -------------------------- | -------------- |
| 40 | けんかだいすき                            | コチコチかいじん コチチカ                                                              | 愛媛県立今治養護学校       | 1996年04月08日 |
| 41 | びょうきはごめん                          | ダラダラかいじん ダラキバ                                                              | 鳴門教育大学附属養護学校   | 1996年04月22日 |
| 42 | ありがとうといって                        | かいじん イシニスルー                                                                  | ※ビル屋上                  | 1996年05月13日 |
| 43 | ふしぎなうつわ                            | かいじん カタコリン                                                                    | ※子供部屋                  | 1996年05月27日 |
| 44 | どっちにするの                            | がいこつかいじん サッサノサ                                                            | 山口県立宇部養護学校       | 1996年06月10日 |
| 45 | やさしいグルグル                          | おおぐいかいじん タアベスギー                                                          | 滋賀大学附属養護学校       | 1996年06月24日 |
| 46 | なかまにいれて                            | なし                                                                                   | 鳥取県立倉吉養護学校       | 1996年07月08日 |
| 47 | だらだらプリン                            | かいじん クッチャネー                                                                  | 大阪府立交野養護学校       | 1996年08月26日 |
| 48 | うそじゃないよ                            | なし                                                                                   | 神奈川県立高津養護学校     | 1996年09月09日 |
| 49 | がまんがまん                              | ガリボソかいじん アバラ                                                                | 千葉県立八日市場養護学校   | 1996年09月30日 |
| 50 | もうこわくない                            | かいぞく ジャンバラー                                                                  | 埼玉県立久喜養護学校       | 1996年10月14日 |
| 51 | ブーのしっぱい                            | にせストレッチマン（・レジェンド）                                                     | 埼玉県立越谷西養護学校     | 1996年10月28日 |
| 52 | あついよさむいよ                          | いねむりかいじん ゴロリン                                                              | 埼玉県立本庄養護学校       | 1996年11月11日 |
| 53 | ともだちになろうね                        | なま・けるぞう はかせ                                                                  | 福島県立西郷養護学校       | 1996年11月25日 |
| 54 | こんやはにぎやか                          | かいじん ダラクラゲ                                                                    | 宮城県立気仙沼養護学校     | 1996年12月09日 |
| 55 | グルグルのおくりもの                      | なまはげかいじん ナマケルゲ                                                            | 秋田県立秋田養護学校       | 1997年01月06日 |
| 56 | だいじにしてね                            | なし                                                                                   | なし                       | 1997年01月20日 |
| 57 | やくそくしたよ                            | なし                                                                                   | なし                       | 1997年02月03日 |
| 58 | みんながんばって                          | なし                                                                                   | なし                       | 1997年02月17日 |
| 59 | あとすこしあとすこし                      | なし                                                                                   | なし                       | 1997年03月03日 |
| 60 | グルグルのもりへようこそ                  | そうじきかいじん スイトール                                                            | 倉敷市立倉敷養護学校       | 1997年04月07日 |
| 61 | へんくつペペロンチーノ                    | かたこりかいじん カタンバ                                                              | 岡山県立岡山西養護学校     | 1997年04月21日 |
| 62 | ブーのおくりもの                          | コチコチかいじん コチチカ                                                              | 愛媛県立今治養護学校       | 1997年05月12日 |
| 63 | チャレンジャーグルグル へい、らっしゃい!  | なし                                                                                   | なし                       | 1997年05月26日 |
| 64 | そらとぶかさ                              | きょだつかいじん ダルクナールはくしゃく                                                | 愛知県立大府養護学校       | 1997年06月09日 |
| 65 | こわれたティーポット                      | ダラダラかいじん ダラキバ                                                              | 鳴門教育大学附属養護学校   | 1997年06月23日 |
| 66 | チャレンジャーグルグル いかすぜグルグル   | なし                                                                                   | なし                       | 1997年07月07日 |
| 67 | たいくつペペロンチーノ                    | げんきつみ オババ                                                                      | 静岡県立静岡北養護学校     | 1997年08月25日 |
| 68 | たいふうがきた                            | けむりのまじょ ケムテーナ けむりのまじょ モクモク                                      | 三重県立西日野養護学校     | 1997年09月17日 |
| 69 | ぼくはデザイナー                          | ガリボソかいじん アバラ                                                                | 千葉県立八日市場養護学校   | 1997年09月29日 |
| 70 | プリンにおまかせ                          | オジャマオニきょうだい                                                                 | 岐阜県立飛騨養護学校       | 1997年10月13日 |
| 71 | チャレンジャーグルグル わくわくきのこがり | なし                                                                                   | なし                       | 1997年10月27日 |
| 72 | ビリジアンのぎゃくしゅう                  | なし                                                                                   | 富山県立にいかわ養護学校   | 1997年11月10日 |
| 73 | バクハツデート                            | なま・けるぞう はかせ                                                                  | 福島県立西郷養護学校       | 1997年11月26日 |
| 74 | チャレンジャーグルグル あまいのだいすき   | なし                                                                                   | なし                       | 1997年12月08日 |
| 75 | わすれんぼうグルグル                      | かいじん カマキラー                                                                    | 大阪府立豊中養護学校       | 1998年01月05日 |
| 76 | おめかしプリン                            | かいじん ダラクラゲ                                                                    | 宮城県立気仙沼養護学校     | 1998年01月19日 |
| 77 | かぜひきグルグル                          | カゼひきかいじん ゴッホンダー                                                          | 和歌山大学附属養護学校     | 1998年02月02日 |
| 78 | チャレンジャーグルグル たこやきハフハフ   | なし                                                                                   | なし                       | 1998年02月16日 |
| 79 | しょんぼりペペロンチーノ                  | ゴミかいじん チラー・カースン ゴミかいじん こぶん ゴミゴミ                             | 和歌山県立たちばな養護学校 | 1998年03月02日 |
| 80 | ぼくのなまえ わたしのなまえ               | そうじきかいじん スイトール                                                            | 倉敷市立倉敷養護学校       | 1998年04月06日 |
| 81 | ひねくれおうじ ペペロンチーノ             | めんたいこかいじん ピリカラー                                                          | 福岡市立福岡中央養護学校   | 1998年04月20日 |
| 82 | すってんころりん                          | げんきつみ オババ                                                                      | 静岡県立静岡北養護学校     | 1998年05月11日 |
| 83 | プリンにおまかせ                          | バイキンのおうさま バイキング                                                          | 北九州市立小倉北養護学校   | 1998年05月25日 |
| 84 | ブーのおつかい                            | きょだつかいじん ダルクナールはくしゃく                                                | 愛知県立大府養護学校       | 1998年06月08日 |
| 85 | そらとぶかさ                              | ロボットかいじん ガチガッチン1ごう ロボットかいじん ガチガッチン2ごう（演 - 野地将年） | 東京都立村山養護学校       | 1998年06月22日 |
| 86 | ひまわりさいた                            | なし                                                                                   | 富山県立にいかわ養護学校   | 1998年07月06日 |
| 87 | たいくつペペロンチーノ                    | ギターかいじん オニグモ                                                                | 東京都立港養護学校         | 1998年08月24日 |
| 88 | ぼくのものだい                            | けむりのまじょ ケムテーナ けむりのまじょ モクモク                                      | 三重県立西日野養護学校     | 1998年09月14日 |
| 89 | たいふうがきた                            | むしばかいじん むしばだゾウ                                                            | 長崎大学附属養護学校       | 1998年09月28日 |
| 90 | わくわくリズム                            | オジャマオニきょうだい                                                                 | 岐阜県立飛騨養護学校       | 1998年10月12日 |
| 91 | バクハツデート                            | どろんこかいじん ドロリン                                                              | 佐賀県立中原養護学校       | 1998年10月26日 |
| 92 | いいものみつけた                          | いねむりかいじん ゴロリン                                                              | 埼玉県立本庄養護学校       | 1998年11月09日 |
| 93 | ケーキをつくろう                          | あくびかいじん                                                                         | 国立久里浜養護学校         | 1998年11月25日 |
| 94 | くっついちゃった                          | ゴミかいじん チラー・カースン ゴミかいじん こぶん ゴミゴミ                             | 和歌山県立たちばな養護学校 | 1998年12月07日 |
| 95 | かぜひきグルグル                          | よふかしのじょおう                                                                     | 埼玉県立川越養護学校       | 1999年01月04日 |
| 96 | グルグルのてじな                          | なまはげかいじん ナマケルゲ                                                            | 秋田県立秋田養護学校       | 1999年01月18日 |
| 97 | おめかしプリン                            | うずまきかいじん めまわるー                                                            | 徳島県立国府養護学校       | 1999年02月01日 |
| 再 | しょんぼりペペロンチーノ                  | かたこりかいじん カタンバ                                                              | 岡山県立岡山西養護学校     | 1999年02月15日 |
| 98 | もうすぐはるだね                          | はくちょうかいじん はっくちょん                                                        | 香川県立香川中部養護学校   | 1999年03月01日 |

### スタッフ
- 人形 - 人形劇団みのむし
- 音楽 - 佐藤心
- 制作・著作 - NHK大阪放送局

## ストレッチマンシリーズ

### 概要
元々運動不足になりがちな障害児に体を鍛えるきっかけを与える事を目的に1994年4月4日の『グルグルパックン』放送開始と共に始まったコーナー。当初はスタジオでストレッチ体操を行うだけで、怪人との対決は一切なかったが、1996年度からはストレッチ体操を披露後、各地（主に近畿地方）の養護学校（現・特別支援学校）を襲撃する怪人と対決するという内容になっている。
1999年3月1日の『グルグルパックン』放送終了に伴い、このコーナーだけが残り、4月8日に『ストレッチマン』として独立し、内容もそれまでのストレッチ体操以外に歌や遊びのコーナーが加わり、2002年度に『ストレッチマン2』、2010年度に『ストレッチマン・ハイパー』、2013年度に『ストレッチマンV』、2018年度後期に『ストレッチマン・ゴールド』、2024年度に『ストレッチマンGO!』へと変遷した。
テーマ曲はOP・ED曲共にストレッチマン（レジェンド）が歌っている。テーマ曲作曲・番組音楽担当は佐藤心。
2003年にNHK大阪ホールでゴスペラーズと共演したストレッチマン・スペシャルが放送され、NHK紅白歌合戦など特番にゲスト出演、果ては2004年に長居スタジアム（現・ヤンマースタジアム長居）で開催された1000万人ラジオ体操・みんなの体操祭で当時の海老沢会長、麻生総務大臣らと共にストレッチを披露するなど、教育テレビを代表する人気キャラクターとなっている。
2007年10月にストレッチマン（レジェンド）がNHK大阪放送局及びNHK関西ネットワークの「BKって、なに?」キャンペーンキャラクターに起用された。
2013年3月28日に『新たなストレッチマンあらわる?』が放送され、新旧ストレッチマンの引き継ぎ式が行われ、以降は制作が東京に移管され、放送時間が5分短縮されて10分となった。
2014年度に放送開始20周年・コーナー独立15周年を迎え、4月10日から幼稚園・保育所が対象に加わり、12月31日に特別番組が放送された（ストレッチマン（レジェンド）も登場、怪人役としてKABA.ちゃんとキンタロー。が登場）。
2017年8月28日 - 9月1日19:55 - 20:00にはストレッチマン（レジェンド）が日常の凝りやストレスに効く大人向けのストレッチを紹介するミニ番組『オトナのストレッチマン』が放送された。
2019年5月31日と10月2日からNHK総合テレビ『金曜日のソロたちへ』にレジェンドが出演。
幼稚園・保育所向けは特別支援学校（幼稚部）及び幼稚園・保育所・こども園の障害児クラスに在籍している乳幼児の療育指導領域、小学校・中学校・高等学校向けは特別支援学校（ただし、高等学校向けはNHK高校講座・自立活動名義で放送）及び特別支援学級（小学校～中学校）に在籍している児童生徒の養護・訓練（現・自立活動）に対応している。

### 放送時間
いずれも日本時間。
| 期間                    | 放送時間                                   |
| ----------------------- | ------------------------------------------ |
| 1999年04月 - 2002年03月 | 月曜日 10:15 - 10:30／水曜日 10:15 - 10:30 |
| 2002年04月 - 2003年03月 | 火曜日 10:15 - 10:30／木曜日 10:15 - 10:30 |
| 2003年04月 - 2011年03月 | 火曜日 09:45 - 10:00／木曜日 09:45 - 10:00 |
| 2011年04月 - 2012年03月 | 金曜日 09:15 - 09:30                       |
| 2012年04月 - 2013年03月 | 木曜日 09:20 - 09:35                       |
| 2013年04月 - 2014年03月 | 木曜日 09:20 - 09:30／木曜日 15:30 - 15:40 |
| 2014年04月 - 2014年09月 | 木曜日 09:20 - 09:30／金曜日 15:30 - 15:40 |
| 2014年10月 - 2016年03月 | 木曜日 09:20 - 09:30                       |
| 2016年04月 - 2019年03月 | 木曜日 09:00 - 09:10／水曜日 15:30 - 15:40 |
| 2019年04月 - 2020年03月 | 木曜日 09:00 - 09:10／月曜日 15:30 - 15:40 |
| 2020年04月 -            | 木曜日 09:00 - 09:10                       |

### 番組構成
ストレッチマン（無印）
まきりんとしかりんによる歌コーナー→ストレッチ第7星雲ストレッチ星にいるストレッチマン（レジェンド）が挨拶し、ストレッチパワーをチャージする際にストレッチを毎回1種類ずつ披露→怪人出現の通報が入り、地球上へ向かい、怪人と対決→ストレッチマン（レジェンド）が日本各地の養護学校（現・特別支援学校）の子供たちとストレッチパワーをチャージする際にストレッチを毎回1種類ずつ披露し、怪人を撃破→らんとたいへいようとみゆによる遊びコーナー→まきりんとしかりんと日本各地の養護学校（現・特別支援学校）の子供たちによる遊びコーナー
ストレッチマン2（2002年度 - 2004年度）
まいどんによる歌コーナー→ストレッチ第7星雲ストレッチ星にいるまいどんが挨拶→ストレッチ第7星雲ストレッチ星にいるストレッチマン（レジェンド）が挨拶し、まいどんのやり取りとともにストレッチパワーをチャージする際にストレッチを毎回1種類ずつ披露→怪人出現の通報が入り、地球上へ向かい、怪人と対決→ストレッチマン（・レジェンド）が日本各地の養護学校（現・特別支援学校）の子供たちとストレッチパワーをチャージする際にストレッチを毎回1種類ずつ披露し、怪人を撃破→まいどんによるポーズクイズコーナー→らんとたいへいようとみゆとまいどんによる遊びコーナー→ストレッチマン（レジェンド）とまいどんと日本各地の養護学校（現・特別支援学校）の子供たちによる遊びコーナー
ストレッチマン2（2005年度 - 2009年度）
ストレッチ第7星雲ストレッチ星にいるまいどんが挨拶→ストレッチ第7星雲ストレッチ星にいるストレッチマン（レジェンド）が挨拶し、まいどんのやり取りとともにストレッチパワーをチャージする際にストレッチを毎回1種類ずつ披露→怪人出現の通報が入り、地球上へ向かい、怪人と対決→ストレッチマン（レジェンド）が日本各地の養護学校（→特別支援学校）の子供たちとストレッチパワーをチャージする際にストレッチを毎回1種類ずつ披露し、怪人を撃破→ストレッチマンキッズによる気持ちクイズコーナー→まいどんとストレッチマンキッズによる遊びコーナー→ストレッチマン（レジェンド）とまいどんと日本各地の養護学校（→特別支援学校）の子供たちによる遊びコーナー
ストレッチマン・ハイパー
ストレッチ第7星雲ストレッチ星にいるまいどんが挨拶し、地球上にいるストレッチマン（レジェンド）を呼びかける→ストレッチマン（レジェンド）が地球上の様々な場所をパトロールしながらハイパーストレッチパワーをチャージする際にストレッチを毎回1種類ずつ披露→まいどんから怪人出現の通報が入り、現場へ向かい、怪人と対決→ストレッチマン（レジェンド）が日本各地の養護学校（→特別支援学校）の子供たちとハイパーストレッチパワーをチャージする際にストレッチを毎回1種類ずつ披露し、怪人を撃破→まいどんによる音遊び（後期は数の歌）コーナー→遊び楽団みにまむすの宇宙船に招待されるまいどんによる遊びコーナー→ストレッチマン（レジェンド）と日本各地の養護学校（→特別支援学校）の子供たちによるのびのび体操コーナー
ストレッチマンV
毎回ストレッチマンV基地 SSSにいるメンバーのうち1人が様々な理由で地球上を訪れる→他のメンバーから怪人出現の通報が入り、現場へ向かい、怪人と対決→ピンチになると他のメンバーから通信でアドバイスが入り、そこから反撃の糸口を掴むパターン→出動メンバーが日本各地の養護学校（→特別支援学校）及び特別支援学級の子供たちとストレッチパワーをチャージする際にストレッチを毎回1種類ずつ披露し、怪人を撃破→基地内で地球の子供たちを招いての遊びコーナー
『ハイパー』までで冒頭にあったストレッチパワーをチャージする際にストレッチを毎回1種類ずつ披露するコーナーは日本各地の養護学校（→特別支援学校）及び特別支援学級の子供たちとストレッチパワーをチャージする際にストレッチ体操を毎回1種類ずつ披露し、怪人を撃破するコーナーに組み入れられる事になった。
ストレッチマン・ゴールド
3部構成で序盤が生活スキル、中盤が怪人との対決、終盤が遊びコーナーとされ、その回で扱われる生活スキルが登場怪人と遊びコーナーにも関連付けられている。
2020年度は一部の再放送回で終盤の遊びコーナーを「新型コロナウイルスに負けない」に差し替えて放送し、7月以降は新作についても、従来形式のロケが困難な事を受け、養護学校（特別支援学校）及び特別支援学級でのロケは「ストレッチアカデミーへ送信された映像」という設定でゴールドが現地に参上しない形での対応とし、通常回でも怪人役に芸能人を起用するなどの措置をとる事になり、2021年度は従来形式のロケが散発的に再開されたものの、2022年度以降の放送では新作が制作されず、2021年度までに制作された回の再放送のみとなっている。
ストレッチマンGO!

### 登場人物

#### ストレッチ一族
地球人と同様の身長・体格をしているストレッチ星雲出身の宇宙人。種族名の初登場は『グルグルパックン』の1997年11月10日放送回。弟や娘の続柄を使用する事から、地球人同様に、性別があると思われる。
ストレッチを特技とし、ストレッチ体操のPR活動をしている一族。地球では1993年12月から知的障害や肢体不自由の子どもたちに向けてストレッチ体操で「体を動かす楽しさ」を伝える活動を開始。「かたくなる」「なまける」ことを嫌い、身勝手な強要や生活習慣の乱れを誘う怪人をストレッチパワーで退治する。2017年8月から2018年11月にかけて大人向けに簡単にできるストレッチを紹介する活動もしていた。
登場人物
詳細はそれぞれの節を参照。
| ストレッチマン・ファミリー                                                                                    | その他                                                                                              |
| --- | --------------------------------------------------------------------------------------------------- |
| - ストレッチマン→ストレッチマン・レジェンド - ストレッチマンV - ストレッチマン・ゴールド - ストレッチマンゴー | - ノバス長官 - ストレッチマン（・レジェンド）の弟 - ストレッチマンキッズ - ストレッチマン・シルバー |

##### ストレッチマン・ファミリー
ストレッチマン→ストレッチマン・レジェンド（宇仁菅真）
ストレッチ第7星雲ストレッチ星出身の初代ストレッチマン。一人称は「我輩」。普段はストレッチ第7星雲ストレッチ星におり、単独で大気圏突入・離脱をこなし、度々日本に訪れている。ストレッチ第7星雲ストレッチ星から地球上にある現場へ向かう際、通報後は「○○で、（『ハイパー』では「子供たちが」）ピィーーーーーーーーーーーンチ！トウ！（『2』以降ではゴールド同様に、「ストレ！」）」と叫び、姿を光球に変えてワープ移動し、怪人が日本各地の養護学校（現・特別支援学校）を襲撃した後、シルバー同様に、左手を右下に突き出し、右手で「S」の字を描き、『V』の2017年8月24日放送回まででは「ストレッチマン、参上！」、『ゴールド』では「ストレッチマン・レジェンド、参上！」と名乗り、子供たちを守りながら怪人をある程度懲らしめつつ倒し、ストレッチパワー（『ハイパー』ではハイパーストレッチパワー）で消滅させる。ちなみに、ストレッチパワーは悪の心を浄化させる効果もあるようで、2004年2月24日放送回でははらぐ〜ろの悪の心を浄化させただけでなく、元の白い姿に戻したこともある。
基本的にNHKのイベント舞台では飛ばないが、2003年にゴスペラーズと競演した際の退場時には自力で飛んで帰り（ワイヤーアクションを使用）、その時は会場の多くの子供たちが声援を送っていた。
「ヌァーッハッハッハッハッ！」という笑い方が特徴で、「伸びーる、伸びーる、ストップ！」「ストレッチパワー（『ハイパー』ではハイパーストレッチパワー）が、ココ（または全身）に、溜まってきただろう！」などの特徴的な台詞が彼を印象付けている。
地球でストレッチ修行中に一度ストレッチの道に悩み、挫折しそうになるが、ストレッチパワーで復活した弟がいる。食べ物の好き嫌いはなく、黒酢が好物で、かつて腹いっぱいになるほどラーメンを食べた事があるらしい。
明朗快活であまり悩まないが、ストレッチに悩んだら、気晴らしにストレッチをする程愛して止まない他、カラオケにも興味がある。好きな遊びは凧揚げで、子供の頃は凧揚げキングと呼ばれていた。白い小さな兎のぬいぐるみを「うさぴょん」と名付け、密かに大事にしている。
黄色い部分はスーツではなく、第7星雲界隈では裸の設定のため、腰に白色のベルトを付け、足に白色の靴を履いている。そのためか、1997年11月10日放送回では通販で羽毛布団を買っていた。
雷と怪談が苦手で、ウイスキーボンボン1個や奈良漬けで酔うほどアルコールにも弱い。1996年10月28日放送回ではストレッチが不得意な偽者が出てきていた。
1994年頃、日本の養護学校（現・特別支援学校）で初めて目撃され、その後は各地に出没している。また、『2』まででは浮揚するテレビモニター型通信機（通信の発信元は不明）は画面外から現れ、シリーズ初期はコンピューター音声やノバス長官からの通報・出動命令があったが、『2』では怪人をある程度懲らしめつつ倒した後にまいどんを地球に呼び寄せる時に使用していた。
体格は成人男性程だが、「ストレッチトンガリ」が頭に出来ており、その分身長はパイロット版より高く、とがった頭をしている。因みに「ストレッチトンガリ」の中身は空洞になっており、敵の攻撃等が唯一の弱点で、破損した際にはここからレモン1個を取り出して丸かじりで再生するのに対して、潰れた際には掃除機で吸い込んで元通りにしている。
角はとがった頭をしている「ストレッチトンガリ」、目は視力7.0で月のウサギの毛の1本1本が見える「ストレッチアイ」、唇は早口言葉が得意な「ストレッチリップ」、尻はふくよかな「ストレッチヒップ」。
『V』ではストレッチ第7星雲の高齢化社会が進む中、任務をストレッチマンVに引き継ぎ、温泉で新たな大人のストレッチを開発する修行に入る理由（後述）で役目を一時終えたが、イベント等は続行。また、たまにレッドの応援に向かう事もある。
『ゴールド』ではまいどんの助言により、レジェンドとしてゴールドの育成に力を注ぐ事になったが、たまに彼の応援に向かう事もある。何故かストレッチアカデミー内に飾られている写真の中に「初代黄色」の自身が映っている。
『GO！』では記者会見を開き、マンゴーを発表していた。
学校放送のキャラクターながらも、Eテレキッズ関連の番組やイベントにゲスト出演する機会が多い。
余談だが、自身を演じている宇仁菅真は天才てれびくんワイドのコーナーである「SF（?）スペース新喜劇 ラフィン★スター」でカンフーの達人の役で登場したときに「我輩のストレッチパ…じゃなかったな今日は」とストレッチマン（レジェンド）を連想させる台詞を言っている。他にも天才てれびくんの音楽コーナーにも少しだけ出演している。
容姿・形態の変遷
自身の容姿変化については「パワーアップ」と表現している（『グルグルパックン』1996年度初回、『ハイパー』2010年度初回）。
設定は裸だが、屋外では白色の靴を履いている。『金曜日のソロたちへ』では畳の部屋での出演であり、黄色の裸足を視認できる。
新たな大人のストレッチを開発する修行（と称した温泉旅行）から帰還した2017年8月以降は「初代黄色」「ハイパー」の2形態を使い分けている。
パイロット版
登場期間：1993年12月27日 - 12月28日
登場本編：『グルグルパックン』パイロット版
スタイル：「ストレッチトンガリ」の無い頭部に赤色のライン、白地に袖部分が黄色、胸部に黄色の「S」と書かれた赤丸、肘と膝に左側赤・右側青の模様→白と濃淡のオレンジ。
『オトナの』#10では「1993年」の映像として紹介される。
白色
初登場：1994年4月4日
登場本編：『グルグルパックン』第1回 - 第39回
スタイル：頭部に出来た「ストレッチトンガリ」と顔は白色、袖口と靴下部分は赤色、上半身は白色を基調として肩から腹部にかけてオレンジ色に赤色の縁のY字模様、下半身はオレンジ色を基調として赤色のライン模様
『のばしてのばして20年!』では当時の映像とともに「吾輩、若い時は白かったんだよ」と回顧している。
『オトナの』#10では「1995年」の映像として紹介される。
初代黄色
初登場：1996年4月8日
登場本編：『グルグルパックン』第40回 - 第99回、『無印』、『2』、『V』第55回、『オトナの』
スタイル：レモンのような黄色を基調として左肩から胸にかけてピンク色の大きな流星マーク、その周りに薄緑色の小さな数個の星マーク、胴体と下半身にピンク色の巻きつくような斜めのライン模様
登場期間が最も長い容姿であり、『2』の終了から7年余りの空白を経て、『V』第55回から「黄色系第1形態」として復活。
『オトナの』では「大人になった過去の視聴者」に向けて、「黄色系第1形態」として復活した容姿で出演する。
ハイパー
初登場：2010年3月29日
登場本編：『楽しくまなぼう!学校放送2010』、『ハイパー』、『V』予告編 - 第1回、『あさイチ』、『金曜日のソロたちへ』、『オトナの』#05.9・#10 - #13
スタイル：「初代黄色」に赤色のライン（『ゴールド』以降はレジェンドとしてこの容姿に赤色のマント）
『あさイチ』と『金曜日のソロたちへ』ではこの容姿で出演する。
他番組出演
- 天才てれびくん ミュージックてれびくん「YAKINIC GO GO」（1998年6月15日）
- みんなの広場だ!わんパーク
ゲスト出演：2001年1月20日、2001年8月12日、2002年6月9日
- テレビまつりだ! ぐーチョコランタンとともだちいっぱいオンステージ（2003年8月23日）
- 第54回NHK紅白歌合戦（2003年12月31日）
ゴスペラーズの曲紹介ゲスト
- 1000万人ラジオ体操・みんなの体操祭（2004年8月1日）
- BSキャラクター祭り どーも&ななみの大パーティー!（2006年5月3日 - 2006年5月4日）
- 渋谷DEどーも ななみの"ヒーロー"大集合!（2007年5月3日）
- 親と子のTVスクール（2004年4月10日 - 2008年3月16日）
リポーターとしてレギュラー出演
- ETV50 キャラクター大集合 とどけ!みんなの元気パワー 〜輝け!こども番組元気だ!大賞〜（2009年9月21日）
- 花影忍法帳コミ☆トレ「おどるおねえさん〜力を合わせる〜」（2009年10月5日）
- 楽しくまなぼう!学校放送2010（2010年3月29日）
- まいん&シャキーン!夢のコラボ Eテレパワーで倒せ!謎の宇宙人（2010年10月11日）
- BSななみDEどーも（2010年11月27日）
- あつまれ!ワンワンわんだーらんど
北九州編：2011年2月27日、総集編：2011年4月24日
- 学びをサポート NHK for School 2013（2013年3月28日）
- 受信寮の人々（2015年8月 - 2017年3月）
- JAPANGLE「特撮」（2018年8月15日）
- ブレイクッ!「おとどけ!ストレッチマン」
メディアタイムズ編：2018年6月13日、u&i編：2018年10月24日
- ワンワンパッコロ!キャラともワールド
ハイパー：2012年5月27日、2013年4月21日、2014年7月6日、2015年5月24日、2018年3月4日
レジェンド：2018年11月25日、2020年1月5日
- あさイチ（2019年3月4日 - 不定期）

- 金曜日のソロたちへ
パイロット版：2019年5月31日、レギュラー版：2019年10月5日 - 現在放送中
- 沼にハマってきいてみた「おうちでできるもん!」（2020年4月20日、2020年4月27日）

ストレッチマン・レスキュー（宇仁菅真）
『ゴールド』の2021年2月度放送回に登場。レジェンドがゴールドと地球の子供たちに災害時の行動を手解きしたり、避難所での過ごし方を語ったりした防災ストレッチマン。登場時は両手で「R」の字を描き、「ストレッチマン・レスキュー、参上！」と名乗る。
ストレッチマンV
ストレッチマン（レジェンド）が後継者に選んだ2代目ストレッチマン。性格のモチーフはそれぞれの演者の性格。字幕の色はレッドのみ水色で、それ以外のメンバー（不定、『のばしてのばして20年!』ではストレッチマン（レジェンド））は黄色となっている。『ゴールド』への移行と共にゴールドとマイマイに交代する形で降板した。
ストレッチマンV基地 SSSから地球上にある現場へ向かう際、通報後は「トウ！」「にん！」「にょほ！」と叫び、姿をそれぞれのカラーの光球に変えてワープ移動し、怪人が日本各地の養護学校（現・特別支援学校）を襲撃した後、両手で「ス」の字を描き、「ストレッチマン・（出動メンバー名）、参上！」と名乗り、子供たちを守りながら怪人をある程度懲らしめつつ倒し、ストレッチパワーで消滅させる。ちなみに、ストレッチパワーは悪の心を浄化させる効果もある。
出動メンバーの登場と怪人との対決とストレッチで使用されているBGMはストレッチマンのテーマ曲のアレンジバージョンであり、出動メンバーによってアレンジバージョンが異なり、レッドは熱血風、オレンジはダンス・ミュージック風、パープルはカントリー・ミュージック風、グリーンは和風、ピンクはアイドル風となり、「ストレッチパワーが、ココに、溜まってきただろう！」の言い回しは若干変わる。
ストレッチマン（レジェンド）からのデザイン上の変化は下記の他に肩部分が僅かに張り出しており、胸にあるそれぞれの地色を少し濃くした色の光沢のある星マークが特徴で、腰に付けているベルトの色はピンクのみ白で、それ以外のメンバーは黒、パーツはピンクのみ短いアンテナ状で、それ以外のメンバーは横長の額当てのようなもの、場所はピンクのみ頭頂部で、パープルのみカウボーイハットのような帽子の前面で、レッドとオレンジとグリーンは前頭部、形状はレッドのみ楕円で、オレンジとパープルとグリーンは長方形となっている。
『ゴールド』ではまいどん同様に、ストレッチアカデミー内に飾られている写真として登場。
『オトナの』の2019年10月28日放送回では任務を終えて地球で暮らしている様子が描かれたが、突如グレート・カタクナーに襲われ、ピンクのみが重傷を負い、それ以外のメンバーが「ストレッチマン、装着！」の掛け声で地球人の容姿から変身した。
他番組出演
- バリバラ〜障害者情報バラエティー〜（2013年12月20日、ピンク）
- ワンワンパッコロ!キャラともワールド
2014年7月6日（全員）、2015年5月24日（レッド）、2016年11月6日（レッド、オレンジ）、2018年3月18日（レッド）
- でこぼこポン!（準レギュラー（レッド））

ストレッチマン・レッド（ちゅうえい（流れ星））
ストレッチ第29星雲ギャグ星出身のヒーローで、ストレッチマンVのリーダー。一人称は「俺」または「僕」。
胴体にあるサスペンダーのような白縁取りに濃い赤色のライン模様が特徴で、ストレッチマン（レジェンド）とストレッチマンキッズ同様に、とがった頭をしている。
かなり抜けたところがあり、あまり頼もしさは感じられないものの、これでもまとめ役であり、他のメンバーからは慕われている。
楽天的で大雑把、難しく考える事が苦手だが、子供と正義のためなら熱くなれる。
特技は一発ギャグで不思議な空気を作る事だが、ギャグ攻撃が通用しなかったり、「ギャグがウケた」と喜んだ隙に反撃されたりと、そこからピンチになる事も多い。
「熱いお茶が苦手なので冷たいペットボトルのお茶が飲みたい」「桃の缶詰を食べる際、数不足の理由で1人だけ仲間外れにされたので新鮮な桃が食べたい」「昼食がスパゲティだと不満なために白米が食べたい」など、しょうもない理由で地球上を訪れる事が多いが、姿を光球に変えてワープ移動する際、たまに着地に失敗するのが玉にキズ。
時々オレンジと喧嘩をする事がある。
『渋谷DEどーも2015』で行われた『ストレッチマンVショー』ではストレッチマン（レジェンド）同様に、偽物が出てきていた。
『ゴールド』ではたまにゴールドの応援に向かう事もあり、2019年2月7日放送回ではギャクラーにギャグ攻撃をお見舞いして反撃の糸口を掴ませていた。
2022年4月以降は『でこぼこポン!』に不定期出演している。
オープニングでのパーソナルマークは星。
カラーは赤色。
ストレッチマン・オレンジ（ISOPP）
ストレッチ第24星雲ダンス星出身のヒーロー。一人称は「俺」または「オイラ」。
イワトビペンギンの冠羽のような頭と鉢巻のような細い布を垂らしている後頭部とレンズ部分が星形の眼鏡と腕・脚・胴体の側面にある白色のラインが特徴で、首にいつもヘッドフォンを掛け、「完全燃焼」をモットーとしている。
特技はダンスだが、若干注意力が散漫で、そこからピンチになる事も多い。
ノリが良いお調子者で、ダンスとDJを趣味とし、手抜きを嫌っているが、意外にもストレッチマン（レジェンド）の弟同様に、体が硬く、疲労が早い。
福岡弁で話す。
時々レッドと喧嘩をする事がある。
オープニングでのパーソナルマークは矢印。
カラーは橙色。
ストレッチマン・パープル（森圭一郎）
ストレッチ第9星雲ギター星出身のヒーロー。一人称は「俺」。
頭に被っているカウボーイハットのような帽子と首に巻いている青いマフラーと肩にある薄い青紫色の肩当てのようなパーツとやや裾の広いズボン風の衣装が特徴。
相棒は愛用のギターで、自分の意志で自由に呼び出せる。
「クールな頭とホットなハート」を持ち、ギターと歌とそれから自分の歌に酔い痴れる事を趣味とし、作曲のために地球上を訪れる事が多いが、自己陶酔に浸りやすいのが玉にキズ。
車椅子の車輪部分にある星マークが気に入っているが、怒鳴る人については気に入っていない。
常時車椅子を用いて移動する。
オープニングでのパーソナルマークは音符。
カラーは紫色。
ストレッチマン・グリーン（谷口洋行）
ストレッチ第29星雲ニンジャ星出身のヒーロー。一人称は「拙者」。
忍者風のスタイルが特徴で、メンバー中一番体が柔らかい。
特技はアクションと武術だが、世俗に疎いために勘違いしてしまい、そこからピンチになる事も多い。
日本的な物をこよなく愛し、古武術の研究と難しい動きをするための体のトレーニングを趣味とし、忍術と忍法を使用できるが、実は汗っかきでもある。
ござる口調で話す。
オープニングでのパーソナルマークは手裏剣。
カラーは緑色。
ストレッチマン・ピンク（春名風花）
ストレッチ第4星雲（ω）星出身のヒロインで、ストレッチマンVを陰から支えている紅一点。一人称は「私」。
髪型がショートボブ風の頭髪と膝丈のワンピースおよびタイツ風の衣装が特徴。
かなりのしっかり者で、主に地球上を訪れている他のメンバーへの通報を担当している。
好奇心旺盛で、ネコと戯れて癒される事を趣味とし、興味を持った物について調べるために地球上を訪れる事が多いが、その好奇心が仇となるのが玉にキズ。
大の想像力好きなためにコミュ力が優れているが、体力面では劣っている。
語尾に「ぬ」を付けるなど、特徴的な口癖がある。
オープニングでのパーソナルマークはハート。
カラーは桃色。
ストレッチマン・ゴールド（結城洋平）
レジェンドにストレッチマンVの後継者として見出された3代目ストレッチマン。一人称は「僕」。
レジェンドとレッドとストレッチマンキッズ同様に、とがった頭をしている。
ストレッチアカデミーから地球上にある現場へ向かう際、通報後はレジェンド同様に、「ストレ！」と叫び、姿を光球に変えてワープ移動し、怪人が日本各地の養護学校（現・特別支援学校）を襲撃した後、両手で「G」を描き、「ストレッチマン・ゴールド、参上！」と名乗り、子供たちを守りながら怪人をある程度懲らしめつつ倒し、ストレッチパワーで消滅させる。ちなみに、ストレッチパワーは悪の心を浄化させる効果もあるようで、『GO！』の2024年5月30日放送回ではシャケラッチョの悪の心を浄化させたこともある。
単純で人を信じ易く、難しい事はあまり知らない。
幼い頃からストレッチマンに憧れ、地球のヒーローになりたいと思ってきた。
まだ地球のマナーやルールを知らない事が多く、人間社会で生きるスキルを勉強中。
2020年11月19日放送回では自分の思い通りにならない事があると「ダークネス・ゴールド」になってしまっていた。
『GO！』ではたまにマンゴーの応援に向かう事もある。
他番組出演
- ワンワンパッコロ!キャラともワールド（2018年11月25日、2019年7月21日、2020年1月5日）

ストレッチマンゴー（村山輝星）
レジェンドからゴールドの後継者として重大発表された4代目ストレッチマン。一人称は「私」。愛称は「マンゴー」。
シルバーとレジェンドとレッドとゴールドとストレッチマンキッズ同様に、とがった頭をしている。
地球上にある現場へ向かう際、通報後はホバーボードに変身したのぉ～り～に乗り、怪人が日本各地の養護学校（現・特別支援学校）を襲撃した後、マイマイ同様に、両手で「M」の字を描き、「ストレッチマンマンゴー、参上！」と名乗り、子供たちを守りながら怪人をある程度懲らしめつつ倒し、ストレッチパワーで悪の心を浄化させる。

##### その他
ノバス長官（宇仁菅真）
『グルグルパックン』の1996年度 - 1997年度放送回に登場。甲高い声が特徴のストレッチマン（レジェンド）の上司。一人称は「ワシ」。大きな帽子を被っているため、角の有無は不明。時折怪人出現の通報に出てきてストレッチマン（レジェンド）に出動命令を下す。よく地球の子供たちを預かるが、決まってストレッチマン（レジェンド）に押しつけていく（この時期は怪人との対決の代わりに地球の子供たちにストレッチを教える話もあった）。
1998年2月16日放送回では寒さでストレッチパワーが減ってきたというストレッチマン（レジェンド）に活を入れるため、自らストレッチ第7星雲ストレッチ星を訪れて一緒にストレッチを行っていた。
ストレッチマン（・レジェンド）の弟（富山県立にいかわ養護学校（当時）の男性教員）
『グルグルパックン』の1997年11月10日放送回に登場。ストレッチ第7星雲ストレッチ星出身のストレッチマン（レジェンド）の弟。一人称は「俺」。兄と違い、オレンジ同様に、体が硬く、地球でストレッチ修行中に一度ストレッチの道に悩み、挫折しそうになるが、地球に駆けつけた彼のストレッチパワーで復活した。
ストレッチマンキッズ
『2』の2005年度 - 2009年度放送回に登場。ストレッチ第7星雲出身の宇宙人の子供。気持ちクイズコーナーと遊びコーナー担当。登場時は「ストレッチマンキッズ、参上！」と名乗る。ストレッチマン（レジェンド）同様に、とがった頭をしており、それぞれのカラーの衣装を着用している。『ハイパー』への移行と共に遊び楽団みにまむすに交代する形で降板した。
ライム（白宰栄）
お金持ちの御曹司。8歳。ストレッチマン（レジェンド）の胸の星マークに憧れている。
オレンジ（村崎真彩）
のび〜る商店街の娘。10歳。ストレッチマン（レジェンド）に憧れている。
ピーチ（水谷優希）
流れ星小学校の校長の孫娘。10歳。ストレッチマン（レジェンド）のストレッチトンガリが大好き。

#### ストレッチマン・ファミリーの協力者
まいどん（声・楠原かおり）
操演：遠藤友子→脇坂亜紀子→扇エリカ
ストレッチ第7星雲出身のカタツムリから進化した宇宙カタツムリ。一人称は「僕」。
登場時は「ま〜いど！僕、まいどん。」と挨拶する。
星雲暦3000年7月29日（地球歴に直すと西暦1982年7月29日で、ストレッチ第7星雲は重力が弱く、成長・老化の速度が4分の1のため、地球人の幼稚園児の年齢に相当）生まれ。まいぞう・まいこ夫妻の長男で、因みに一人っ子（ストレッチ第7星雲も少子化傾向にある）。温和で人懐っこい。一人っ子で寂しがり屋。地球の子供たちは兄弟だと思っている。争い事は嫌いで怖がり。
趣味は食べる事と寝る事だが、ストレッチマン（レジェンド）と違い、レッド同様に、食べ物の好き嫌いがあるらしく、カタツムリなのにキュウリが苦手で、甘い物が好物。身長は成人男性よりやや低い位で、体色は濃淡のピンクが基調。大きな饅頭形の頭部と短い手足を持ち、頭上にある先端が球形の短い触角2本が特徴で、若干ガチャピンに似た顔をしている。腹部にある濃いピンク色のポケットが特徴で、星マーク付きスカーフを首に巻いている。
ストレッチ中央銀行に預金口座を所有。ストレッチマン（レジェンド）とは対照的に割と堅実なタイプで、「お金を貯めてロケットを買う」とのこと。また、ストレッチマン（レジェンド）に憧れており、彼のようになる事を夢見ながら様々なストレッチを習っている。
当初は歌コーナーとポーズクイズコーナー担当だったが、後に遊びコーナーでストレッチマンキッズのまとめ役を担当するようになった。ストレッチマン（レジェンド）が怪人をある程度懲らしめつつ倒した後に彼と養護学校（→特別支援学校）の子供たちとの遊びコーナーのためにエネルギーボール（淡いピンク色の巨大風船）で土地の景勝地・建築物周辺を飛びながら養護学校（現・特別支援学校）へ向かう。養護学校（現・特別支援学校）に着地した際は「どっこらしょっ」と漏らすが、最近は「ずどーん」と漏らす。遊び過ぎて疲れてくると養護学校（現・特別支援学校）の子供たちからエネルギーボールにパワーを込めて貰いつつ回復する。
『ハイパー』では地球上の各地をパトロールしながらストレッチパワーをチャージする際に毎回1種類ずつストレッチ体操を披露しているストレッチマン（レジェンド）に通報する他、音遊び（後期は数の歌）コーナーの後、遊び楽団みにまむすの宇宙船に招待されて遊びコーナーに入るという流れになっている。『V』への移行と共に遊び楽団みにまむす同様に、地球の子供たちに交代する形で降板した。
『のばしてのばして20年!』では「初代ストレッチマン（レジェンド）の相棒として登場し、初代ストレッチマン（レジェンド）を尊敬しているぬ」という紹介に対し、ストレッチマン（レジェンド）は柔らかく「どうかなぁ」と答えた。
『ゴールド』ではストレッチマンV同様に、ストレッチアカデミー内に飾られている写真で登場。
他番組出演
- ワンワンパッコロ!キャラともワールド（2018年11月25日）

マイマイ（生駒里奈）
ストレッチ第7星雲で開発された宇宙カタツムリ型アンドロイド。一人称は「私」。
ストレッチアカデミーから地球上にある現場へ向かう際、姿を光球に変えてワープ移動し、マンゴー同様に、両手で「M」を描き、「宇宙カタツムリ型アンドロイド マイマイ、参上！」と名乗る。
宇宙中に張り巡らされたネットワークにより、怪人の出現を知らせたり、弱点を調べたりする事ができる。地球人と同様に、飲食と睡眠をする事もある。自称「まいどんを受け継ぎし者」。『GO！』への移行と共に地球の子供たち同様に、のぉ～り～に交代する形で降板した。
2021年3月15日放送特別番組ではウゴカーンに連れ去られていた。
のぉ～り～（演及び声・高木晋哉（ジョイマン））
マンゴーの相棒。ホバーボードに変身してマンゴーを地球のあちこちに連れていく。

#### 遊びコーナー
登場人物
詳細はそれぞれの節を参照。
| 番組名   | 年度        | 出演者                           | 出演者                     |
| -------- | ----------- | -------------------------------- | -------------------------- |
| 無印     | 1999 - 2001 | まきりん / しかりん              | らん / たいへいよう / みゆ |
| 2        | 2002 - 2004 | まいどん                         | らん / たいへいよう / みゆ |
| 2        | 2005 - 2009 | まいどん                         | ストレッチマンキッズ       |
| ハイパー | 2010 - 2012 | まいどん                         | 遊び楽団みにまむす         |
| V        | 2013 - 2018 | ストレッチマンV                  | 地球の子供たち             |
| ゴールド | 2018 - 2022 | ゴールド / レジェンド / マイマイ | 地球の子供たち             |
| GO！     | 2024 - 2024 | マンゴー                         | のぉ～り～                 |
まきりん（前田真紀）・しかりん（若草鹿）
『無印』に登場。歌コーナーも担当。『2』への移行と共にまいどんに交代する形で降板した。
らん（えもととしこ）・たいへいよう（旭堂南太平洋）・みゆ（斉藤みゆ）
『無印』・『2』に登場。みゆは3人の中心となる役回りとして遊びのアイデア提案を担当。
『2』では2004年度までにまいどんとも一緒に担当。しかし、2005年度からはストレッチマンキッズに交代する形で降板した。
遊び楽団みにまむす（みにまむす）
『ハイパー』に登場。面白い遊びを探しながら宇宙を旅している楽団。それぞれのカラーのベルを象った帽子とマフラーを身につけており、上半身は銀色のタイツ、下半身は赤いベルトと黒い短パンにそれぞれのカラーのタイツという衣装を着用している。毎回まいどんを自分たちの宇宙船に招待し、その時にまいどんが持ってきた物を使った面白い遊びを探すためにメンバーの1人が地球上へ行ってくるという流れが基本的となっている。『V』への移行と共にまいどん同様に、地球の子供たちに交代する形で降板した。
『渋谷DEどーも2013』で行われたストレッチマンV with みにまむすではストレッチマンVとも共演した。
みーくん
バンジョー担当。メンバーカラーは紫。
にーくん
ドラム担当。メンバーカラーは赤。
まーくん
ヴァイオリン担当。メンバーカラーは黄。
むーくん
トランペット担当。メンバーカラーは緑。
地球の子供たち（NHK東京児童劇団）
『V』から登場。ストレッチマンV基地 SSSないしはストレッチアカデミーに招待され、メンバーと一緒に遊ぶ地球の子供たち。
『ゴールド』ではその回の生活スキルで使われる物で遊ぶ。『GO！』への移行と共にマイマイ同様に、のぉ～り～に交代する形で降板した。

#### 怪人
特別支援学校教員1人、時々2人～3人が毎回扮する（大抵は男性教員だが、一部は女性教員）。コスチュームは基本的にロケ先の学校内の手作りで、演者の顔が見える「かぶりもの」と呼ばれるタイプのため、演者の顔には大抵メーキャップを施している。モチーフはロケ先の学校がある地域に縁のある生物および土地の名物。モチーフになった物が持っているであろう様々な不満や恨みや妬みを子供たちにぶつけながら暴れるのが基本的な行動となっており、統括する黒幕・幹部・戦闘員は特に設定されておらず、それぞれが好き勝手に活動しているようだが、特番では親玉という設定のキャラクターが出てきた事がある。喋りには各自の名前や特徴に因んだ特徴的な語尾が付く。正体（設定上）も宇宙人か妖怪かは一切不明。
ストレッチマン・ファミリーがストレッチパワーを浴びると『ゴールド』までは通常消滅する（所謂画面外への移動・退場。モチーフになった物の姿に戻る事もある）のがかつてのお約束だったが、シリーズ後期と『GO!』では消滅ではなく、善良な怪人として改心し、その後の遊びでストレッチマン（レジェンド）（→マンゴー）と養護学校（→特別支援学校）の子供たちの輪の中に入って一緒に遊ぶパターンがある。
『V』でも基本的に『ハイパー』までと同じだが、特番の他、『NHK文化祭』と『渋谷DEどーも』で行われたストレッチマンVショーでは、レッド役のちゅうえいの相方・瀧上伸一郎ら芸人の演じる怪人が登場している。
にせストレッチマン（・レジェンド）（埼玉県立越谷西養護学校（当時）の男性教員）
『グルグルパックン』の1996年10月28日放送回に登場。ストレッチマン（レジェンド）に化けて子供たちに近づき、油断させて怠け者にするストレッチマン（レジェンド）の偽物。地球に駆けつけた本物とのストレッチ対決でギックリ腰になり、動けなくなったところをストレッチパワーで撃破された。なお、この回を含め、『グルグルパックン』時代のいくつかのエピソードは番組独立後に再編集の上で放送された。
へんしんたぬき怪人 りん（香川県立高松養護学校（当時）の男性教員）
『ハイパー』の2011年1月25日放送回に登場。ぽんとぽこが合体変身してストレッチマン（レジェンド）に化けた怪人。様々な物に化ける変身能力で本物を翻弄するが、最後は彼の口車に乗せられてうどんに化けたところを丼に閉じ込められ、そのままハイパーストレッチパワーで撃破された。
スピーカー怪人 スピーカーメン
2011年12月4日開催の『第28回NHK全国大学放送コンテスト』に登場。顔面部分がスピーカーになっている古代エジプトのミイラのような怪人。サプライズゲストのストレッチマン（レジェンド）と対戦した。本シリーズの怪人には珍しい演者の顔が見えないタイプの着ぐるみである。
鯉のぼり怪人 ブラック鯉のぼり（にーくん（遊び楽団みにまむす））
『渋谷DEどーも2013』で行われたストレッチマンV with みにまむすに登場。大きな口を使った吸引攻撃でストレッチマンVと対戦した。最後はストレッチパワーで浄化されてにーくんに戻り、遊び楽団みにまむすとして他のメンバーと共に登場し、演奏に合わせて手拍子のリズムを変える会場一体のゲームを行った。
あんこく怪人 キンのタロ子（キンタロー。）
『NHK文化祭2014』で行われたのばしてのばして20年！ストレッチマンとあそぼうと『渋谷DEどーも2015』で行われたストレッチマンVショーに登場。
イガグリ怪人 イガグリ男爵（山田ルイ53世（髭男爵））
五月人形怪人 ダンディ将軍（ダンディ坂野）
婚活鯉のぼり怪人 恋こいタッキー（瀧上伸一郎（流れ星））
偽ストレッチマン・レッド（瀧上伸一郎（流れ星））
ワイルド怪人 シイタケダゼェ（スギちゃん）
ダンディさんま怪人 ゲッツゲッツ（ダンディ坂野）
五月人形怪人 ホコリダラケダゼェ（スギちゃん）
イカ怪人 イカーン（えんどぅ）
タコ怪人 タコーン（スギちゃん）
いずれも『NHK文化祭』と『渋谷DEどーも』で行われたストレッチマンVショーに登場。
恋こいタッキーは自分の結婚相手を探し、A4二つ折りの名刺をショーの観客に渡して回り、手にした薔薇の花の香りで相手を洗脳する能力を持ち、ストレッチマンVを翻弄するが、ピンクから「私がお嫁さんになってあげてもいいよ?」と持ちかけられた際は「『〜だぬ』とか言うイタい子はちょっと…」と尻込みした。
イカーンは『カテイカ』からのスピンオフ出演である。
ゲッツゲッツの衣装は後にダーク・サンマ、タコーンの衣装は後にターコ・ペッターに若干改修された。

#### その他ゲストなど
群馬県立榛名養護学校（当時）の女性教員
『2』の2005年1月25日放送回に登場。ごろぴかりんに雷を落とし、ストレッチマン（レジェンド）を助けた。
ボクシングせいじん タカヤマン（高山勝成）
『2』の2007年4月24日放送回に登場。ボクシング選手そのままの格好をしており、頭に先端が金色の球体になっている短い2本の触角の付いた王冠を被っているボクシング星出身のまいどんの友達。キリシマンと対戦するストレッチマン（レジェンド）にディフェンスのコツを教えてくれた。
完デジマン（NHK神戸放送局・小西政親アナ）
2010年8月23日 - 26日放送の神戸放送局内ローカル3分番組に登場。兵庫県完全地デジ化プロジェクトのイメージキャラクター。金・銀・赤の3色を基調としており、テレビアンテナを象った長い杖を持つ。この番組は2010年7月21日に行われたストレッチマンショーの内容を使用しており、ストレッチマン（レジェンド）と共に地デジのPRを行った。
くまモン
『V』の2013年12月5日放送回に登場。カラシキングと対戦する親友のオレンジを助けに来た熊本県のマスコットキャラクター。
柿農家
『V』の2014年1月23日放送回に登場。レッドに岐阜県で取れた美味しい柿を食べさせた。
桃農家
『V』の2015年1月8日放送回に登場。レッドに秋田県で取れた美味しい桃を食べさせた。
かづの戦隊リンゴレンジャー（秋田県立比内養護学校かづの分校高等部（当時）の生徒）
『V』の2015年1月8日放送回に登場。レッドがストレッチマンフォン（スマホ）の通信による他のメンバーからのアドバイスに従い、助力を求めてレッドと一緒にももクーガーと戦ったかづの分校のヒーロー。「情熱の赤いリンゴ・鹿角レッド」「神秘の湖・十和田湖ブルー」「大いなる山々・八幡平グリーン」「焼きたてフレッシュ・きりたんイエロー」「果汁たっぷり・北限のピンク」の5名から成る。
スパリゾートハワイアンズダンサーの皆さん
『V』の2015年3月5日放送回に登場。パープルがフラボーイと対戦するピンクへの救援のために呼び、福島県立いわき養護学校（当時）の生徒たちと一緒にフラダンスを踊った本物のフラボーイとフラガール。
レタス農家
『V』の2015年9月24日放送回に登場。レタスの事を調べに来たレッドにレタスは冬に作る物だと、レタスを使ったおいしい料理を教えてくれた。
大根だいすき 尾崎さん
『V』の2016年1月7日放送回に登場。ストレッチマンフォン（スマホ）による通信を通じて友達のグリーンに大根役者は芝居が下手な人だと教えてくれた。
コメ農家
『V』の2016年3月10日放送回に登場。おいしい白米を求めてやってきたレッドと一緒にひとめぼれのお米で作ったおにぎりを食べた。
こきりこ唄保存会
『V』の2016年6月23日放送回に登場。こきりこ節に感動したレッドにささらを使った踊りを教えてくれた。
トマト農家
『V』の2016年7月7日放送回に登場。知り合いのグリーンにイチゴより甘いフルーツトマトを食べさせた。
町田薬師池公園 公園緑地課
『V』の2016年11月10日放送回に登場。グリーンにハスは水底の泥の中に根を伸ばして育ち、見ると葉っぱに水がたまっていき、ハスの葉っぱは水をはじき、夏にはきれいなハスの花も咲くと教えてくれた。
酪農家
『V』の2016年12月8日放送回に登場。パープルに牛乳はお母さん牛たちが毎日出してくれていると教えてくれた。
のり生産者
『V』の2017年4月6日放送回に登場。ピンクに有明海は美味しい海苔がたくさんとれると教えてくれた。
しいたけ農家
『V』の2017年4月20日放送回に登場。グリーンにしいたけの取り方を教えてくれた。
わかばちゃん
『V』の2017年7月6日放送回に登場。オレンジがほうとうジイとほうとうズラーと対戦しに向かう山梨県立わかば支援学校（当時）の生徒たちと一緒に体育館でお遊戯をして遊んだ本校キャラクター。
コマツナ農家
『V』の2017年8月24日放送回に登場。ストレッチマンVのメンバーにコマツナは一年中とれて栄養たっぷりだと教えてくれた。
長崎サンライズの皆さん
『V』の2017年9月14日放送回に登場。友達のパープルと一緒にバスケの練習をした長崎県の車椅子バスケットボールのチーム。
はなっぴー
『ゴールド』の2019年1月10日放送回に登場。ゴールドがダシッパーと対戦しに向かう宮城県立船岡支援学校（当時）の生徒たちと一緒に体育館で遊んだ本校キャラクター。
よしお君（小島よしお）
『ゴールド』の2020年7月9日放送回に登場。公園でゴールドとバドミントンをしたが、ネッチュウヨシオンになってしまった。遊びコーナーにも登場。

### 戦力

#### ストレッチマン・ファミリーの装備品
まいどんフォン
ストレッチマン（レジェンド）が左手首に備えていたブレスレット型通信機。『ハイパー』ではストレッチ第7星雲ストレッチ星にいるまいどんからの通報時、『ゴールド』の2019年12月5日放送回ではストレッチアカデミーとの通信時に使用していた。
ストレッチマンフォン（スマホ）
ストレッチマンVが左手首に備えているブレスレット型通信機。ストレッチマンカードの挿入により、ストレッチマンV基地 SSSと通信をしたり、必殺技のストレッチパワーを出現させたりなど、色々な機能を発揮する。
ストレッチマンカード
ストレッチマンVがストレッチマンフォン（スマホ）挿入時に使用しているカード。ストレッチマンV基地 SSSと通信をするためのカード、必殺技のストレッチパワーを出現させるためのカードなど、色々なカードがある。
ストレッチマンウォッチ
ゴールドとマンゴーが左手首に備えている腕時計型通信機。『ゴールド』ではストレッチアカデミーとの通信時、『GO！』ではストレッチパワーのチェックや怪人の出現時に使用している。

#### ストレッチマン・ファミリーの必殺技
ストレッチパワー
怪人に向けて照射するエネルギー。チャージする際に「1、2、3、4、5」と数えながらストレッチを毎回1種類ずつ披露すると十分に生成されて溜まる。このカウントは『2』までで冒頭にあったストレッチを毎回1種類ずつ披露するコーナーの際に隕石が落ちてきて爆発するというCGの演出があった他、画面上に大きく表示され、『V』までで最後の「5」が「ストレッチマン・ファミリー」の「S」に変化したパターンもあった。
ハイパーストレッチパワー
『ハイパー』でストレッチマン（レジェンド）が使用したストレッチパワーの強化版。

#### マイマイ7つの必殺技
その1 スノークリスタル
効果：角が光り、雪を降らせる。
使用本編：『ゴールド』第7回
その2 ウィンドカーニバル
効果：両手から強い風を巻き起こす。
使用本編：『ゴールド』第13回
その6 トゥインクル・テレポーテーション
効果：右手の人差し指で渦巻を描き、瞬間移動させる。
使用本編：『ゴールド』第23回、第25回
その7 メタモルフォーゼ・アタック
宇宙カタツムリ族に伝わる究極奥義。宇宙カタツムリの生物としての能力を搭載したアンドロイドの可能性が高い。
効果：右手から光線を発射して浴びせ、甘い食べ物に変化させる。
使用本編：『オトナの』#13

#### 本拠地
ストレッチ第7星雲ストレッチ星
ストレッチマン（レジェンド）の出身地。常に暗い星空で月のイメージに近い星。初登場は『グルグルパックン』1994年度初回。ストレッチマン（レジェンド）の白色時代から長らくストレッチを指導する本拠地として使用され、『オトナの』でも再登場した。
ストレッチマンV基地 SSS（Space StretchmanV Station）
ストレッチ星の最新技術で造られた宇宙基地で、地球上空500kmの位置に滞在し、地上と同じ重力が保たれている人工衛星。作戦会議室であるコントロールルームや運動遊びを行うあそびホールなど、いくつかの設備がある。外観はUFOに近く上部に6枚羽のプロペラのようなパーツがあり、外縁部はストレッチマンVのメンバー各5色にストレッチマン（レジェンド）の黄色を加えた6色に色分けされている。内部の様子は劇中ではあまり詳しく描かれておらず、メンバーの個室があるかどうかも描かれていないが、ストレッチマンVのメンバーが一緒に寝袋で寝ているシーンがある。
ストレッチアカデミー
ストレッチマンV基地 SSSの後継宇宙基地で、2018年10月に開設されたストレッチマンの育成機関。詳細は不明だが、地球上空の滞在位置と内部構造がストレッチマンV基地 SSSと同一だと思われる。なお、屋内の装飾はストレッチマンV基地 SSSより豪華になっている。設立にはまいどんが深くかかわっており、レジェンドを指導員として勤務、生まれ故郷で開発されたマイマイをアシスタントに就任させている。

### 放送リスト

#### ストレッチマン
1999年度は「旧作の怪人と新作の遊び」が混在する変則回（「旧作の怪人」はいずれも番組独立後のBGM変更による『グルグルパックン』時代の再使用回）が存在する。
| 回 | タイトル               | 登場怪人                                                                               | ロケ場所                 | 初回放送日     |
| -- | ---------------------- | -------------------------------------------------------------------------------------- | ------------------------ | -------------- |
| 1  | ごみぶくろふうせん     | くすぐりかいじん コチョリン                                                            | 京都教育大学附属養護学校 | 1999年04月05日 |
| 2  | しんぶんしびりびり     | しかかいじん ツノツキー                                                                | 奈良県立二階堂養護学校   | 1999年04月19日 |
| 3  | おえかきボール         | めんたいこかいじん ピリカラー                                                          | 福岡市立福岡中央養護学校 | 1999年05月10日 |
| 4  | マラカスちゃちゃちゃ   | にせストレッチマン（・レジェンド）                                                     | 埼玉県立越谷西養護学校   | 1999年05月24日 |
| 5  | なんでもラッピング     | ホネホネかいじん ガイコッツン                                                          | 東京都立七生養護学校     | 1999年06月07日 |
| 6  | とつげきボウリング     | ロボットかいじん ガチガッチン1ごう ロボットかいじん ガチガッチン2ごう（演 - 野地将年） | 東京都立村山養護学校     | 1999年06月21日 |
| 7  | みずでっぽうピューッ   | カッパかいじん カパカッパー                                                            | 東京都立小岩養護学校     | 1999年07月05日 |
| 8  | ふうせんのうみ         | ギターかいじん オニグモ                                                                | 東京都立港養護学校       | 1999年08月23日 |
| 9  | ストローふうふう       | ラーメンかいじん ドンブリー                                                            | 北海道星置養護学校       | 1999年09月13日 |
| 10 | つくえはんが           | むしばかいじん むしばだゾウ                                                            | 長崎大学附属養護学校     | 1999年09月13日 |
| 11 | ダンボールにんげん     | カニかいじん ケガニカニー                                                              | 北海道札幌養護学校       | 1999年10月13日 |
| 12 | クレヨンろうそく       | どろんこかいじん ドロリン                                                              | 佐賀県立中原養護学校     | 1999年10月25日 |
| 13 | ねんどがいっぱい       | かいじん たいこ3きょうだい                                                             | 石川県立明和養護学校     | 1999年11月08日 |
| 14 | たいこどんどん         | あくびかいじん                                                                         | 国立久里浜養護学校       | 1999年11月22日 |
| 15 | くものすツリー         | すなかいじん アルマジロかめん                                                          | 石川県立小松養護学校     | 1999年12月06日 |
| 16 | いすわたりサーキット   | うずまきかいじん メマワルー                                                            | 徳島県立国府養護学校     | 2000年01月12日 |
| 17 | ころころごろごろ       | みのむしかいじん ヌックヌク                                                            | 兵庫県立阪神養護学校     | 2000年01月24日 |
| 18 | ダンボールえあわせ     | はくちょうかいじん ハックチョン                                                        | 香川県立香川中部養護学校 | 2000年02月07日 |
| 19 | てさぐりゲーム         | かいじん タコデチュウ                                                                  | 神戸大学附属養護学校     | 2000年02月21日 |
| 20 | ドミノレール           | チクチクかいじん サシタロー                                                            | 神戸市立青陽東養護学校   | 2000年03月06日 |
| 21 | シーツでパラシュート   | かいじん ノリマキー1ごう かいじん ノリマキー2ごう                                      | 大阪市立生野養護学校     | 2000年04月10日 |
| 22 | あきばこたからさがし   | れいぞうこかいじん ヒエビーエ                                                          | 高知市立養護学校         | 2000年05月15日 |
| 23 | ゆらゆらひらひら       | かいじん ドクガー                                                                      | 奈良県立大淀養護学校     | 2000年06月12日 |
| 24 | いろみずあそび         | じょうろかいじん ジョロジョーロ                                                        | 山形県立新庄養護学校     | 2000年07月10日 |
| 25 | あみですくおう         | かいじん くものすけ                                                                    | 鹿児島県立牧之原養護学校 | 2000年09月18日 |
| 26 | あしあとおえかき       | あしかいじん アッシーダ                                                                | 三重県立稲葉養護学校     | 2000年10月16日 |
| 27 | なんでもがっき         | かいじん カンカンむすめ                                                                | 高知大学附属養護学校     | 2000年11月13日 |
| 28 | しゃぼんだまおえかき   | あわかいじん バブラー                                                                  | 新潟市立養護学校         | 2001年01月10日 |
| 29 | せんたくばさみブロック | サボテンかいじん ハサムーチョ                                                          | 大阪教育大学附属養護学校 | 2001年02月05日 |
| 30 | しんぶんしボール       | おりがみかいじん カミキラー                                                            | 滋賀県立草津養護学校     | 2001年03月05日 |
| 31 | ロープのせんろ         | かいじん サルマイモ                                                                    | 大分県立鶴見養護学校     | 2001年08月27日 |
| 32 | パイプころころ         | ヤシのきかいじん ワシパーム ヤシのきかいじん フェニック                                | 宮崎県立宮崎養護学校     | 2001年10月01日 |
| 33 | おいかけたまいれ       | なぞのまじゅつし ボールかめん                                                          | 大阪府立吹田養護学校     | 2001年10月29日 |
| 34 | うたっておどって       | なし                                                                                   | なし                     | 2002年02月04日 |
| 35 | たのしくつくろう       | なし                                                                                   | なし                     | 2002年02月18日 |
| 36 | うごいてあそぼう       | なし                                                                                   | なし                     | 2002年03月04日 |

#### ストレッチマン2
2005年度は「旧作の怪人と新作の遊び」が混在する変則回（「旧作の怪人」は遊びコーナーの出演者交代のため）、2006年度 - 2008年度は「新作の怪人と旧作の遊び」が混在する変則回が存在する。
| 回  | タイトル               | 登場怪人                                                                                        | ロケ場所                         | 画面 | 初回放送日     |
| --- | ---------------------- | ----------------------------------------------------------------------------------------------- | -------------------------------- | ---- | -------------- |
| 1   | しんぶんしびりびり     | サッカーかいじん タマケール                                                                     | 大阪教育大学附属養護学校         | 4:3  | 2002年04月09日 |
| 2   | シーツでパラシュート   | ザリガニかいじん エビータ                                                                       | 大阪府立佐野養護学校             | 4:3  | 2002年04月23日 |
| 3   | ごみぶくろふうせん     | トゲトゲかいじん バラバラ1ごう トゲトゲかいじん バラバラ2ごう                                   | 兵庫県立こやの里養護学校         | 4:3  | 2002年05月14日 |
| 4   | マラカスちゃちゃちゃ   | ノコギリかいじん ギコギコ トンカチかいじん ガンガン                                             | 三木市立三木養護学校             | 4:3  | 2002年05月28日 |
| 5   | ロープのせんろ         | あめかいじん レインボーズ                                                                       | 兵庫県立阪神養護学校             | 4:3  | 2002年06月11日 |
| 6   | あみですくおう         | かいじん ナマズだいおう                                                                         | 滋賀大学附属養護学校             | 4:3  | 2002年06月25日 |
| 7   | みずでっぽうピューッ   | くすぐりかいじん コチョリンコ                                                                   | 京都教育大学附属養護学校         | 4:3  | 2002年07月09日 |
| 8   | ゆらゆらひらひら       | かいじん ひだりヒラメ かいじん みぎカレイ                                                       | 青森県立八戸第二養護学校         | 4:3  | 2002年08月27日 |
| 9   | おいかけたまいれ       | イカかいじん コワイカ                                                                           | 北海道教育大学附属養護学校       | 4:3  | 2002年09月17日 |
| 10  | しゃぼんだまおえかき   | どろんこかいじん ドロクロワ どろんこかいじん ドロモト・タロー                                   | ?                                | 4:3  | 2002年10月01日 |
| 11  | たいこどんどん         | いもむしかいじん シンクイブラザーズ                                                             | ?                                | 4:3  | 2002年10月15日 |
| 12  | ストローふうふう       | たこかいじん ベラボーヤ たこかいじん ベラボーメ                                                 | ?                                | 4:3  | 2002年10月29日 |
| 13  | ダンボールにんげん     | かいじん かんとうマン                                                                           | ?                                | 4:3  | 2002年11月12日 |
| 14  | せんたくばさみブロック | カラスかいじん カークロー カラスかいじん カーター                                               | ?                                | 4:3  | 2002年11月26日 |
| 15  | くものすツリー         | さぬきうどんかいじん つる さぬきうどんかいじん てん さぬきうどんかいじん どん                   | 香川県立香川丸亀養護学校         | 4:3  | 2002年12月10日 |
| 16  | パイプころころ         | みかんかいじん べろんみかん みかんかいじん ぺろんみかん                                         | ?                                | 4:3  | 2003年01月07日 |
| 17  | しんぶんしボール       | かっぱかいじん はっけよいドン ぎょうじかいじん きゅーりん                                       | ?                                | 4:3  | 2003年01月28日 |
| 18  | いろいろドミノ         | かいじん ちぢこまーる かいじん かたまーる                                                       | ?                                | 4:3  | 2003年02月13日 |
| 19  | てさぐりゲーム         | たけのこかいじん たっけー たけのこかいじん のっこー                                             | 香川県立香川東部養護学校         | 4:3  | 2003年02月25日 |
| 20  | なんでもがっき         | うみかいじん なみのこザブーン くじらかいじん ほえーる                                           | ?                                | 4:3  | 2003年03月11日 |
| 21  | てさぐりゲーム         | うなぎかいじん うなぎのおろち                                                                   | ?                                | 4:3  | 2003年04月22日 |
| 22  | おえかきボール         | ぶどうかいじん キョホーン ぶどうかいじん マスカットン                                           | ?                                | 4:3  | 2003年05月27日 |
| 23  | ダンボールえあわせ     | サメかいじん サメザーメ                                                                         | ?                                | 4:3  | 2003年06月24日 |
| 24  | ふうせんのうみ         | みのやきかいじん まっちゃわん                                                                   | 岐阜県立東濃養護学校             | 4:3  | 2003年08月26日 |
| 25  | ゆらゆらひらひら       | きのこかいじん うっタケ きのこかいじん なんタケ                                                 | 大阪府高槻市立養護学校           | 4:3  | 2003年09月30日 |
| 26  | しゃぼんだまおえかき   | だいじゃかいじん オロチッキス だいじゃかいじん オロチョッキン                                   | 島根県立出雲養護学校             | 4:3  | 2003年10月28日 |
| 27  | なんでもラッピング     | おんせんかいじん すぱマン・すぱガール                                                           | 山口県立山口養護学校             | 4:3  | 2003年11月25日 |
| 28  | ころころごろごろ       | トビウオかいじん アゴノヤーキ                                                                   | ?                                | 4:3  | 2004年01月06日 |
| 29  | とつげきボウリング     | かいじん フグたろう かいじん ウニじろう                                                         | 山口県立下関養護学校             | 4:3  | 2004年01月27日 |
| 30  | しんぶんしボール       | うさぎかいじん はらぐ～ろ                                                                       | 鳥取大学附属養護学校             | 4:3  | 2004年02月24日 |
| 31  | しんぶんしびりびり     | きのこかいじん きのこダケスキー                                                                 | 長野県立小諸養護学校             | 4:3  | 2004年04月06日 |
| 32  | パイプころころ         | ほうせきかいじん クリスタルキンキン                                                             | 山梨大学附属養護学校             | 4:3  | 2004年05月11日 |
| 33  | マラカスちゃちゃちゃ   | かいじん たいらがね                                                                             | 長崎県立島原養護学校             | 4:3  | 2004年06月08日 |
| 34  | せんたくばさみブロック | やよいかいじん ひみごん                                                                         | 佐賀県立金立養護学校             | 4:3  | 2004年07月06日 |
| 35  | あきばこたからさがし   | あそさんかいじん あそのやま                                                                     | 熊本県立松橋西養護学校           | 4:3  | 2004年09月14日 |
| 36  | ストローふうふう       | くらげかいじん メイワクラゲ                                                                     | 福井県立嶺北養護学校             | 4:3  | 2004年10月12日 |
| 37  | おいかけたまいれ       | きょうりゅうかいじん モヒカンニ・サセルス                                                       | 福井県立嶺南西養護学校           | 4:3  | 2004年11月09日 |
| 38  | あみですくおう         | からっかぜかいじん からたろう からっかぜかいじん からじろう                                     | ?                                | 4:3  | 2004年12月07日 |
| 39  | こむぎこねんど         | かみなりかいじん ごろぴかりん                                                                   | 群馬県立榛名養護学校             | 4:3  | 2005年01月25日 |
| 40  | シーツでパラシュート   | たいこかいじん どんどこどん                                                                     | 埼玉県立秩父養護学校             | 4:3  | 2005年02月22日 |
| 41  | なんでもころころ       | ほうせきかいじん クリスタルキンキン                                                             | 山梨大学附属養護学校             | 4:3  | 2005年04月05日 |
| 42  | ふうせんふわふわ       | みのやきかいじん まっちゃわん                                                                   | 岐阜県立東濃養護学校             | 4:3  | 2005年04月19日 |
| 43  | とつげきボウリング     | かいじん フグたろう かいじん ウニじろう                                                         | 山口県立下関養護学校             | 4:3  | 2005年05月10日 |
| 44  | しんぶんしびりびり     | きのこかいじん きのこダケスキー                                                                 | 長野県立小諸養護学校             | 4:3  | 2005年05月24日 |
| 45  | おえかきだいすき       | ぶどうかいじん キョホーン ぶどうかいじん マスカットン                                           | ?                                | 4:3  | 2005年06月07日 |
| 46  | びっくりてさぐり       | うなぎかいじん うなぎのおろち                                                                   | ?                                | 4:3  | 2005年06月21日 |
| 47  | こねこねねんど         | かみなりかいじん ごろぴかりん                                                                   | 群馬県立榛名養護学校             | 4:3  | 2005年07月05日 |
| 48  | ゆらゆらひらひら       | きのこかいじん うっタケ きのこかいじん なんタケ                                                 | 大阪府高槻市立養護学校           | 4:3  | 2005年08月23日 |
| 49  | どこどこたからさがし   | あそさんかいじん あそのやま                                                                     | 熊本県立松橋西養護学校           | 4:3  | 2005年09月13日 |
| 50  | はさんでつくろう       | やよいかいじん ひみごん                                                                         | 佐賀県立金立養護学校             | 4:3  | 2005年09月27日 |
| 51  | わくわくおいかけっこ   | きょうりゅうかいじん モヒカンニ・サセルス                                                       | 福井県立嶺南西養護学校           | 4:3  | 2005年10月11日 |
| 52  | みずでピチャピチャ     | ねむりねこかいじん ネンネココロリン                                                             | ?                                | 4:3  | 2005年10月25日 |
| 53  | いろいろえあわせ       | へきがかいじん あすかのびじん                                                                   | ?                                | 4:3  | 2005年11月08日 |
| 54  | くねくねロープ         | おかしかいじん せんべいざむらい                                                                 | 埼玉県立三郷養護学校             | 4:3  | 2005年11月22日 |
| 55  | スタンプおえかき       | あわおどりかいじん ダンシングあわわ                                                             | ?                                | 4:3  | 2005年12月06日 |
| 56  | ころころポットン       | くじらかいじん ほえるんがー                                                                     | ?                                | 4:3  | 2006年01月10日 |
| 57  | なんでもラッピング     | おんせんかいじん すぱマン・すぱガール                                                           | 山口県立山口養護学校             | 4:3  | 2006年01月24日 |
| 58  | ストローふうふう       | くらげかいじん メイワクラゲ                                                                     | 福井県立嶺北養護学校             | 4:3  | 2006年02月07日 |
| 59  | くしゃくしゃボール     | うさぎかいじん はらぐ～ろ                                                                       | 鳥取大学附属養護学校             | 4:3  | 2006年02月21日 |
| 60  | なんでもがっき         | うみかいじん なみのこザブーン くじらかいじん ほえーる                                           | ?                                | 4:3  | 2006年03月07日 |
| 61  | とつげきボウリング     | らっかせいかいじん ピーナッツレンジャーピンク                                                   | ?                                | 4:3  | 2006年04月25日 |
| 62  | はさんでつくろう       | じごくかいじん にえたった                                                                       | ?                                | 4:3  | 2006年05月30日 |
| 63  | びっくりてさぐり       | ラーメンかいじん ブーコック                                                                     | ?                                | 4:3  | 2006年06月27日 |
| 64  | なんでもラッピング     | なまずかいじん えれきのうみ                                                                     | ?                                | 4:3  | 2006年08月22日 |
| 65  | なんでもがっき         | アンテナかいじん ハヤ～リチェック                                                               | 東京都立城南養護学校             | 4:3  | 2006年09月26日 |
| 66  | のびのびゴムあそび     | きんシャチかいじん しゃちだぎゃあ                                                               | 名古屋市立守山養護学校           | 4:3  | 2006年10月24日 |
| 67  | みつめてみわけて       | タイヤかいじん タイヤン                                                                         | 豊田市立豊田養護学校             | 4:3  | 2006年11月21日 |
| 68  | ぱたぱたばったん       | いせえびかいじん トエビアーン                                                                   | ?                                | 4:3  | 2007年01月09日 |
| 69  | ふわふわごみぶくろ     | ひかりかいじん ひかるんけ                                                                       | 兵庫県立西はりま養護学校         | 4:3  | 2007年02月06日 |
| 70  | おえかきだいすき       | うちわかいじん がいなファン                                                                     | ?                                | 4:3  | 2007年03月06日 |
| 71  | ポーズでくぐろう       | まゆげかいじん キリシマン                                                                       | 宮崎県立都城養護学校             | 4:3  | 2007年04月24日 |
| 72  | いろみずあそび         | さつまいもかいじん ダサイモン                                                                   | 鹿児島県立串木野養護学校         | 4:3  | 2007年05月29日 |
| 73  | しんぶんしびりびり     | さらかぞえかいじん おきくのいど                                                                 | ?                                | 4:3  | 2007年06月26日 |
| 74  | どうぐでつかまえよう   | めはりずしかいじん メハリン                                                                     | ?                                | 4:3  | 2007年08月21日 |
| 75  | さわってすすもう       | おおだこかいじん ヤッカイト                                                                     | ?                                | 4:3  | 2007年09月25日 |
| 76  | ふうせんふわふわ       | ロックンロールかいじん じゃかじゃかじゃん                                                       | 山梨県立わかば支援学校           | 4:3  | 2007年10月23日 |
| 77  | ゆらゆらひらひら       | もうぎゅうかいじん うっしっし                                                                   | 大阪府立寝屋川養護学校           | 4:3  | 2007年11月20日 |
| 78  | わくわくおいかけっこ   | こいんかいじん ごーえん                                                                         | ?                                | 4:3  | 2008年01月08日 |
| 79  | くしゃくしゃボール     | ポンポンかいじん こーちょこちょ                                                                 | 東京都立府中特別支援学校         | 4:3  | 2008年02月05日 |
| 80  | ストレッチマン特別編   | ブラックストレッチマン（演 - 森下じんせい） ブラックストレッチマンの手下（演 - プラスマイナス） | 大阪城公園 中華人民共和国        | 4:3  | 2008年03月04日 |
| 81  | こねこねねんど         | おてだまかいじん おてだマン                                                                     | 神奈川県立麻生養護学校           | 4:3  | 2008年04月22日 |
| 82  | ストローふうふう       | くもかいじん からマルコ くもかいじん からマルゾウ                                               | 埼玉県立上尾養護学校             | 4:3  | 2008年05月27日 |
| 83  | スタンプおえかき       | メタボかいじん ぐ～たらん                                                                       | 沖縄県立鏡が丘養護学校           | 16:9 | 2008年06月24日 |
| 84  | みずでピチャピチャ     | ざっそうかいじん くっつきーな                                                                   | 沖縄県立大平養護学校             | 16:9 | 2008年08月19日 |
| 85  | どこどこたからさがし   | りゅうきゅうからてかいじん あちさん                                                             | 沖縄県立西崎養護学校             | 16:9 | 2008年09月25日 |
| 86  | ポーズでくぐろう       | ながいもかいじん とろろ～ん                                                                     | 青森県立七戸養護学校             | 16:9 | 2008年10月21日 |
| 87  | いろいろえあわせ       | わんこそばかいじん どんとくえ                                                                   | 岩手大学教育学部附属特別支援学校 | 16:9 | 2008年11月18日 |
| 88  | くねくねロープ         | ならづけかいじん ならづけたろう                                                                 | 奈良県立西和養護学校             | 16:9 | 2009年01月06日 |
| 89  | ふわふわごみぶくろ     | かみなりかいじん ごろごろどらごん                                                               | 京都府立中丹養護学校             | 16:9 | 2009年02月03日 |
| 90  | ころころポットン       | まんがんじとうがらしかいじん まんがんG                                                          | 京都府立舞鶴養護学校             | 16:9 | 2009年03月03日 |
| 91  | なんでもころころ       | なっとうかいじん なっとうブラザーズ                                                             | 茨城県立美浦養護学校             | 16:9 | 2009年04月07日 |
| 92  | さわってすすもう       | ガマかいじん ガマゲエル                                                                         | 茨城県立伊奈養護学校             | 16:9 | 2009年05月12日 |
| 93  | なんでもラッピング     | ひゃくめんそうかいじん わるみん                                                                 | 岡山県立岡山南養護学校           | 16:9 | 2009年06月09日 |
| 94  | どうぐでつかまえよう   | タオルかいじん きんぐたおる                                                                     | 愛媛県立今治特別支援学校         | 16:9 | 2009年07月07日 |
| 95  | なんでもがっき         | おにかいじん おにだいしょう                                                                     | 広島県立呉特別支援学校           | 16:9 | 2009年09月08日 |
| 96  | とつげきボウリング     | カモかいじん わるガモばんちょう                                                                 | 石川県立錦城養護学校             | 16:9 | 2009年10月20日 |
| 97  | のびのびゴムあそび     | ブリかいじん ブリートカミナリ                                                                   | 石川県立総合養護学校             | 16:9 | 2009年11月17日 |
| 98  | はさんでつくろう       | はらこめしかいじん いくら〜                                                                     | 宮城県立光明支援学校             | 16:9 | 2010年01月05日 |
| 99  | びっくりてさぐり       | はながさかいじん かさこそ                                                                       | 山形県立村山特別支援学校         | 16:9 | 2010年02月09日 |
| 100 | みつけてみわけて       | なしかいじん まっするなしたろう                                                                 | 宮城県立利府支援学校             | 16:9 | 2010年03月09日 |

#### ストレッチマン・ハイパー
2011年度は「新作の怪人と旧作の遊び」が混在する変則回が存在する。
| 回 | タイトル                   | サブタイトル                                    | 登場怪人                                                      | ロケ場所                           | 初回放送日     |
| -- | -------------------------- | ----------------------------------------------- | ------------------------------------------------------------- | ---------------------------------- | -------------- |
| 1  | 音であそぼう               | じてんしゃかいじん チャリンゴン あらわる        | じてんしゃかいじん チャリンゴン                               | 堺市立百舌鳥支援学校               | 2010年04月06日 |
| 2  | 段ボールであそぼう         | ゾウ怪人 パオパオガーのはなに気をつけろ！       | ゾウカイジン パオパオガー                                     | 滋賀県立北大津養護学校             | 2010年04月20日 |
| 3  | ボールであそぼう           | 京やさい怪人 堀川ゴボウざえもん 参上            | きょうやさいかいじん ほりかわゴボウざえもん                   | 京都市立北総合支援学校             | 2010年05月11日 |
| 4  | 紙ざらであそぼう           | お好みかいじん コテコテ兄弟でっせ！             | おこのみかいじん コテコテきょうだい                           | 大阪市立生野特別支援学校           | 2010年05月25日 |
| 5  | 形であそぼう①              | おもすぎ！メタボかいじん タイコバラーン         | メタボかいじん タイコバラーン                                 | 北九州市立八幡特別支援学校         | 2010年06月08日 |
| 6  | タワーをつくろう           | みずくさ怪人 おおかなだモン 大はっせい          | みずくさ怪人 おおかなだモン                                   | 熊本県立熊本養護学校               | 2010年06月22日 |
| 7  | 絵あわせをしよう           | きょうふのいじわる宇宙人 ざーざーせいじん       | きょうふのいじわる宇宙人 ざーざーせいじん                     | 熊本県立菊池養護学校               | 2010年07月06日 |
| 8  | 紙箱であそぼう             | しおかぜ怪人 ゲンカイナアダ ふきあれる          | しおかぜかいじん ゲンカイナアダ                               | 福岡県立古賀特別支援学校           | 2010年08月24日 |
| 9  | バランスあそびをしよう     | でんのう怪人 パソコンダー ぼうそうちゅう！      | でんのうかいじん パソコンダー                                 | 東京都立中野特別支援学校           | 2010年09月14日 |
| 10 | 形であそぼう②              | はなび怪人 ヒュードーン みだれうち！            | はなびかいじん ヒュードーン                                   | 長野県花田養護学校                 | 2010年09月28日 |
| 11 | 風船あそびをしよう         | スイーツ怪人 しみずのじろチョコのあまいわな     | スイーツかいじん しみずのじろチョコ                           | 静岡県立清水特別支援学校           | 2010年10月12日 |
| 12 | 靴下と手袋で人形をつくろう | カニ怪人 タカアシガニーン 上陸す                | カニかいじん タカアシガニーン                                 | 静岡県立沼津特別支援学校           | 2010年10月26日 |
| 13 | うちわアニメをつくろう     | 赤いきょうふ すっぱーまん                       | うめぼし星人 すっぱーまん                                     | 和歌山大学教育学部附属特別支援学校 | 2010年11月09日 |
| 14 | 布であそぼう               | ましょうの怪人 おおぶろしきのおとめ             | ふろしき怪人 おおぶろしきのおとめ                             | 京都府立南山城養護学校             | 2010年11月25日 |
| 15 | 比べっこをしよう           | ナメクジ怪人 ベロベロン くいあらす              | ナメクジ怪人 ベロベロン                                       | 岐阜市立岐阜特別支援学校           | 2010年12月07日 |
| 16 | ストローであそぼう         | コワスネンきょうだい おおあばれ                 | コワスネンきょうだい                                          | 兵庫県立芦屋特別支援学校           | 2011年01月11日 |
| 17 | 自分のマークをつくろう     | おごる ぽん ぽこ りん                           | たぬき怪人 ぽん たぬき怪人 ぽこ                               | 香川県立高松養護学校               | 2011年01月25日 |
| 18 | 影絵あそびをしよう         | ぜにがたへいじん とりものちょう                 | ぜにがたすなえ怪人 ぜにがたへいじん                           | 香川県立香川西部養護学校           | 2011年02月08日 |
| 19 | ゴムひもであそぼう         | かつお怪人 トマランゼヨ ぶっちぎり              | かつお怪人 トマランゼヨ                                       | 高知市立高知養護学校               | 2011年02月22日 |
| 20 | ふたであそぼう             | ねぶそく怪人 アカメン やつあたり                | ねぶそく怪人 アカメン                                         | 高知県立中村養護学校               | 2011年03月08日 |
| 21 | 風船あそびをしよう         | みみざわり！ブラックイルカズのごくあくラップ    | イルカかいじん ブラックイルカズ                               | 島根県立浜田養護学校               | 2011年07月08日 |
| 22 | しんぶんしであそぼう       | からすぎ！かいじん ワサビーコのげきからこうげき | わさびかいじん ワサビーコ                                     | 島根県立益田養護学校               | 2011年08月26日 |
| 23 | タワーをつくろう           | 怪人 とびうめくい～ん みだれざき                | うめのはな怪人 とびうめくい～ん                               | 山口県立防府総合支援学校           | 2011年09月16日 |
| 24 | つつであそぼう             | 怪人 いわくにずっし～ん おしまくり              | いわくにずし怪人 いわくにずっし～ん                           | 山口県立岩国総合支援学校           | 2011年09月30日 |
| 25 | 音であそぼう               | しゅうまい怪人 けっぺきの掟                     | しゅうまい怪人 しゅうまいきんぐ しゅうまい怪人 しゅうまいまん | 神奈川県立瀬谷養護学校             | 2011年11月11日 |
| 26 | ロープであそぼう           | とうだい怪人 えのしまんダンディ 絶唱            | とうだい怪人 えのしまんダンディ                               | 神奈川県立藤沢養護学校             | 2011年11月25日 |
| 27 | 布であそぼう               | かれーなるこうげき カレーラーメンマン           | カレーラーメン怪人 カレーラーメンマン                         | 新潟県立月ヶ岡特別支援学校         | 2011年12月09日 |
| 28 | 洗濯ばさみであそぼう       | ゆきだるま怪人 ヤメランネスキー すべりまくり    | ゆきだるま怪人 ヤメランネスキー                               | 新潟県立小出特別支援学校           | 2012年01月27日 |
| 29 | 影絵あそびをしよう         | 北からの使者 流氷怪人 コォリー                  | 流氷怪人 コォリー                                             | 北海道網走養護学校                 | 2012年02月24日 |
| 30 | 紙コップであそぼう         | カーリング怪人 おしくらすっとーん 大滑走        | カーリング怪人 おしくらすっとーん                             | 北海道北見支援学校                 | 2012年03月09日 |

#### ストレッチマンV
メンバーの出動回数はレッド：15回、オレンジ：11回、パープル：12回、グリーン：11回、ピンク：12回、合計：61回。
| 回 | タイトル                      | 登場怪人                                                                                  | ロケ場所                                              | 出動メンバー | ストレッチ     | 助っ人                                                   | 初回放送日     |
| -- | ----------------------------- | ----------------------------------------------------------------------------------------- | ----------------------------------------------------- | ------------ | -------------- | -------------------------------------------------------- | -------------- |
| 0  | 新たなストレッチマンあらわる? | なし                                                                                      | なし                                                  | なし         | なし           | なし                                                     | 2013年03月28日 |
| 1  | ストレッチマンV登場           | やみくも怪人 ひゅ～ごろどん                                                               | 埼玉県立所沢おおぞら特別支援学校                      | レッド       | 全身           | 女子生徒2人                                              | 2013年04月11日 |
| 2  | すもうアラカルト              | へび怪人 おろっち                                                                         | 岡山県立西備支援学校                                  | パープル     | 肩             | なし                                                     | 2013年04月25日 |
| 3  | くぐってあそぼう              | タルト怪人 まきまき王子                                                                   | 愛媛県立しげのぶ特別支援学校                          | オレンジ     | うで           | 生徒達                                                   | 2013年05月16日 |
| 4  | タオルでつなひき              | つけもの怪人 ヒロシマーナヅケヅケ                                                         | 広島県立広島北特別支援学校                            | ピンク       | 胸             | レッド                                                   | 2013年05月30日 |
| 5  | おとさずはこぼう              | どくクラゲ怪人 ハブークラ                                                                 | 沖縄県立美咲特別支援学校                              | グリーン     | たいそく       | 男子生徒2人                                              | 2013年06月13日 |
| 6  | よくみてキャッチ              | うちゅうゴミ怪人 えいせいゴミゴン                                                         | 神奈川県立相模原養護学校                              | ピンク       | アキレスけん   | なし                                                     | 2013年06月27日 |
| 7  | からだやわらかたいそう        | ゾウムシ怪人 こめくいキング                                                               | 山形県立酒田特別支援学校                              | レッド       | かた           | なし                                                     | 2013年07月11日 |
| 8  | せすじをのばそう              | とげとげ怪人 クローバラ                                                                   | 千葉県立八千代特別支援学校                            | オレンジ     | 全身           | なし                                                     | 2013年08月22日 |
| 9  | ボディータッチリレー          | けむし怪人 マイマイガー                                                                   | 兵庫県立のじぎく特別支援学校                          | パープル     | うで           | なし                                                     | 2013年09月12日 |
| 10 | たるなげチャレンジ            | はにわ怪人 ハニワン                                                                       | 大阪府立高槻支援学校                                  | オレンジ     | こし           | 生徒達                                                   | 2013年09月26日 |
| 11 | スローモーション              | 流氷怪人 カチコッチン                                                                     | 北海道紋別養護学校                                    | グリーン     | かたとせなか   | 生徒達                                                   | 2013年10月10日 |
| 12 | ひねってパス                  | おしゃれ怪人 ヒグマだべぁ～                                                               | 北海道東川養護学校                                    | レッド       | あしのうらがわ | なし                                                     | 2013年10月24日 |
| 13 | タオルボールであそぼう        | ムダづかい怪人 ピッカピカ～ン                                                             | 江戸川区立中小岩小学校みどり学級                      | ピンク       | 胸             | 女子生徒1人                                              | 2013年11月07日 |
| 14 | ひっくりかえしたいけつ        | よごし怪人 ヘドロン                                                                       | 島根県立松江清心養護学校                              | パープル     | たいそく       | 生徒達                                                   | 2013年11月21日 |
| 15 | クロスあるき                  | からしレンコン怪人 カラシキング                                                           | 熊本県立大津支援学校                                  | オレンジ     | アキレスけん   | くまモン                                                 | 2013年12月05日 |
| 16 | かくれみのじゅつ              | 桜島怪人 ムカムカドッカーン                                                               | 鹿児島県立桜丘養護学校                                | グリーン     | 上半身         | 生徒達                                                   | 2014年01月09日 |
| 17 | バランススタンド              | しぶがき怪人 ドクターしぶガッキー                                                         | 岐阜県立岐阜本巣特別支援学校                          | レッド       | かた           | なし                                                     | 2014年01月23日 |
| 18 | かわをわたろう                | 和菓子怪人 おこっしー                                                                     | 愛知県立三好養護学校                                  | グリーン     | こし           | なし                                                     | 2014年02月06日 |
| 19 | とつぜんブレーキ              | うさぎ怪人 ゆきうさキング                                                                 | 福島県立大笹生養護学校                                | ピンク       | うで           | なし                                                     | 2014年02月20日 |
| 20 | バンブーダンス                | 花見怪人 さくらんぼう                                                                     | 福島県立富岡養護学校                                  | レッド       | 全身           | なし                                                     | 2014年03月06日 |
| 21 | ダンスをおどろう              | わたりどり怪人 カッコウ伯爵                                                               | 福島県立あぶくま養護学校安積分校                      | オレンジ     | 胸             | なし                                                     | 2014年04月10日 |
| 22 | からだでゴロゴロ              | 球根怪人 チューリッぷんぷん                                                               | 新潟県立駒林特別支援学校                              | パープル     | 肩             | なし                                                     | 2014年06月12日 |
| 23 | はことばし                    | キュース怪人 おちゃっちゃ番長                                                             | 三重県立特別支援学校西日野にじ学園                    | レッド       | アキレスけん   | 男子生徒3人                                              | 2014年06月26日 |
| 24 | ながなわをとぼう              | 四角怪人 スイカッキーン                                                                   | 香川県立善通寺養護学校                                | ピンク       | 上半身         | 生徒達                                                   | 2014年08月21日 |
| 25 | なんでもキャッチ              | 野球怪人 どっちやねん                                                                     | 西宮市立西宮養護学校                                  | グリーン     | かた           | なし                                                     | 2014年09月11日 |
| 26 | ふうせんサッカー              | いろは怪人 上毛カルタン                                                                   | 群馬県立あさひ養護学校                                | パープル     | たいそく       | 生徒達                                                   | 2014年10月09日 |
| 27 | くものすをくぐろう            | 平安お姫様怪人 かまってちゃん                                                             | 京都府立宇治支援学校                                  | オレンジ     | かたとせなか   | なし                                                     | 2014年11月06日 |
| 28 | ふたりではしろう              | シュワシュワ怪人 こうせんダー                                                             | 福岡県立筑後特別支援学校                              | グリーン     | こし           | なし                                                     | 2014年12月04日 |
| 29 | どうぐでとろう                | 桃色怪人 ももクーガー                                                                     | 秋田県立比内養護学校かづの分校                        | レッド       | 全身           | かづの戦隊リンゴレンジャー                               | 2015年01月08日 |
| 30 | ボールでやわらかたいそう      | ヤシの木怪人 フラボーイ                                                                   | 福島県立いわき養護学校                                | ピンク       | かた           | パープル スパリゾートハワイアンズダンサーの皆さん 生徒達 | 2015年03月05日 |
| 31 | まねっこあそび                | ギョーザ怪人 コゲスギータ                                                                 | 栃木県立富屋特別支援学校                              | オレンジ     | アキレスけん   | なし                                                     | 2015年04月09日 |
| 32 | ボウリングであそぼう          | ウミガメ怪人 デカコーラ                                                                   | 徳島県立国府支援学校                                  | グリーン     | うで           | なし                                                     | 2015年04月23日 |
| 33 | じょうずにキャッチ            | スミレの花怪人 ビオラクイーン                                                             | 川崎市立さくら小学校                                  | パープル     | うで           | なし                                                     | 2015年06月25日 |
| 34 | バランスあそび                | レタス怪人 シャッキシャキング                                                             | 静岡県立吉田特別支援学校                              | レッド       | かた           | レタス農家                                               | 2015年09月24日 |
| 35 | もらってわたそう              | せんべい怪人 ゴマフーミン                                                                 | 青森県立八戸第一養護学校                              | ピンク       | 上半身         | なし                                                     | 2015年10月08日 |
| 36 | りょうあしでジャンプ!         | ちんじゅう黒うさぎ怪人 あまみん                                                           | 鹿児島県伊仙町総合体育館 徳之島の特別支援学級（前編） | パープル     | たいそく       | 生徒達                                                   | 2015年10月22日 |
| 37 | どうぐでとろうPartII          | 闘牛怪人 徳之ブル                                                                         | 鹿児島県伊仙町総合体育館 徳之島の特別支援学級（後編） | オレンジ     | かたとせなか   | なし                                                     | 2015年11月05日 |
| 38 | からだをのばそう              | ひがた怪人 プリンス・ド・ヒガッター                                                       | 千葉県立習志野特別支援学校                            | ピンク       | 全身           | 生徒達                                                   | 2015年12月03日 |
| 39 | ふたりではしろうPartII        | 大根怪人 ねりざ衛門                                                                       | 東京都立石神井特別支援学校                            | グリーン     | あしのうらがわ | なし                                                     | 2016年01月07日 |
| 40 | うででしっかりささえよう      | 米つぶ怪人 ヒトメボーレ                                                                   | 宮城県立名取支援学校                                  | レッド       | たいそく       | コメ農家                                                 | 2016年03月10日 |
| 41 | みんなでダンス                | 新巻サケ怪人 アラマッキー                                                                 | 岩手県立宮古恵風支援学校                              | パープル     | うで           | なし                                                     | 2016年04月07日 |
| 42 | くぐってあそぼうパート2       | 高炉怪人 鉄どろろ                                                                         | 岩手県立釜石祥雲支援学校                              | ピンク       | アキレスけん   | なし                                                     | 2016年04月21日 |
| 43 | まとにあてよう                | 民謡怪人 ででれこでん                                                                     | 富山県立となみ総合支援学校                            | レッド       | 胸             | なし                                                     | 2016年06月23日 |
| 44 | しっぽをとろう                | フルーツトマト怪人 トマトーン                                                             | 高知県立日高養護学校                                  | グリーン     | 全身           | なし                                                     | 2016年07月07日 |
| 45 | かおまねあそび                | チョウチョ怪人 オオモモイロ                                                               | 茨城県立下妻特別支援学校                              | ピンク       | うで           | なし                                                     | 2016年10月13日 |
| 46 | からだでゴロゴロパート2       | ハス怪人 ドロドローン                                                                     | 東京都立町田の丘学園                                  | グリーン     | かたとせなか   | なし                                                     | 2016年11月10日 |
| 47 | たくさんはこぼう              | ザリガニ怪人 カタクナー                                                                   | 大阪府立西淀川支援学校                                | レッド       | うで           | なし                                                     | 2016年11月24日 |
| 48 | ゆびさきをつかおう            | 乳牛怪人 ミルギュー                                                                       | 栃木県立那須特別支援学校                              | パープル     | たいそく       | 生徒達                                                   | 2016年12月08日 |
| 49 | ひっぱってうごかそう          | バンド怪人 ロッカーズ                                                                     | 筑波大学附属大塚特別支援学校                          | オレンジ     | アキレスけん   | なし                                                     | 2017年02月09日 |
| 50 | さわってあてよう              | おもち怪人 ズンダー                                                                       | 宮城県立小松島支援学校                                | オレンジ     | 上半身         | なし                                                     | 2017年03月09日 |
| 51 | リズムでとぼう                | のり怪人 ブラックノリダー                                                                 | 熊本県立荒尾支援学校                                  | ピンク       | たいそく       | なし                                                     | 2017年04月06日 |
| 52 | いっしょにはこぼう            | しいたけ怪人 ニョキニョッキー                                                             | 大分県立大分支援学校                                  | グリーン     | かた           | なし                                                     | 2017年04月20日 |
| 53 | からだでまねっこ              | 古い学びや怪人 キンコンカン                                                               | 山口県立宇部総合支援学校                              | レッド       | 全身           | 生徒達                                                   | 2017年06月22日 |
| 54 | なげてあそぼう                | ふるさと料理怪人 ほうとうジイ ふるさと料理怪人 ほうとうズラー                             | 山梨県立わかば支援学校                                | オレンジ     | 胸             | なし                                                     | 2017年07月06日 |
| 55 | ふうせんでバレー              | コマツナ怪人 ナッパラー                                                                   | 東京都立城北特別支援学校                              | レッド       | たいそく       | ストレッチマン（レジェンド）                             | 2017年08月24日 |
| 56 | ふいてうごかそう              | 焼き菓子怪人 カステーラ                                                                   | 長崎県立諫早特別支援学校                              | パープル     | うで           | 長崎サンライズの皆さん                                   | 2017年09月14日 |
| 57 | ケンパであそぼう              | 笹かまぼこ怪人 かまどん                                                                   | 宮城教育大学附属特別支援学校                          | ピンク       | アキレスけん   | 生徒達                                                   | 2017年11月30日 |
| 58 | みんなでジャンプ!             | ブタ怪人 ダンディー・ダ・ブー                                                             | 神奈川県立えびな支援学校                              | レッド       | 上半身         | なし                                                     | 2017年12月07日 |
| 59 | すわってあそぼう              | 大雪怪人 雪ダルだる～ま                                                                   | 北海道札幌養護学校                                    | パープル     | 肩             | なし                                                     | 2018年02月08日 |
| 60 | あそびスペシャル              | 宇宙海賊 ターコ・ペッター（演 - スギちゃん） 宇宙海賊 ダーク・サンマ（演 - ダンディ坂野） | なし                                                  | なし         | 全身           | 地球の子供たち                                           | 2018年03月08日 |

#### ストレッチマン・ゴールド
タイトルは「（生活スキル）（怪人）あらわる！」。
| 回 | タイトル                                                              | 登場怪人                                                     | ロケ場所                                 | ストレッチ         | 助っ人                   | マイマイ7つの必殺技                    | 初回放送日     |
| -- | --------------------------------------------------------------------- | ------------------------------------------------------------ | ---------------------------------------- | ------------------ | ------------------------ | -------------------------------------- | -------------- |
| 1  | よくかんで食べよう 丸のみ怪人ガブモグあらわる！                       | 丸のみ怪人 ガブモグ                                          | 旭出学園                                 | 体側               | レジェンド               | なし                                   | 2018年10月11日 |
| 2  | スプーンとフォークの使い分け 食器怪人スプークあらわる！               | 食器怪人 スプーク                                            | 小平市立小平第二小学校若草学級           | 肩                 | なし                     | なし                                   | 2018年10月25日 |
| 3  | しっかり手洗いしよう あわ怪人アワバブリンあらわる！                   | あわ怪人 アワバブリン                                        | 埼玉県立川島ひばりが丘特別支援学校       | 手                 | なし                     | なし                                   | 2018年11月08日 |
| 4  | 食べたらみがこう 歯みがき怪人ムシバックンあらわる！                   | 歯みがき怪人 ムシバックン                                    | 大阪府立東大阪支援学校                   | 肩                 | なし                     | なし                                   | 2018年11月22日 |
| 5  | きれいに顔をあらおう ネコ怪人ナデルノスキーあらわる！                 | ネコ怪人 ナデルノスキー                                      | 東京都立府中けやきの森学園               | 手                 | なし                     | なし                                   | 2018年12月06日 |
| 6  | 出したら片づけよう ちらかし怪人ダシッパーあらわる！                   | ちらかし怪人 ダシッパー                                      | 宮城県立船岡支援学校                     | 肩                 | なし                     | なし                                   | 2019年01月10日 |
| 7  | 季節にあった服を着よう 真夏怪人ナツサマーンあらわる！                 | 真夏怪人 ナツサマーン                                        | 茨城県立勝田特別支援学校                 | 全身               | なし                     | その1 スノークリスタル                 | 2019年01月24日 |
| 8  | まちがえずに服を着よう あべこべ怪人ギャクラーあらわる！               | あべこべ怪人 ギャクラー                                      | 静岡県立富士特別支援学校                 | 体側               | レッド                   | なし                                   | 2019年02月07日 |
| 9  | 上手にトイレを使おう トイレ怪人ペーパーあらわる！                     | トイレ怪人 ペーパー                                          | 神奈川県立みどり養護学校                 | 上半身             | なし                     | なし                                   | 2019年02月21日 |
| 10 | すっきり鼻をかもう 鼻水怪人ズルズルーンあらわる！                     | 鼻水怪人 ズルズルーン                                        | 和歌山県立はまゆう支援学校               | 太ももの後ろ       | なし                     | なし                                   | 2019年03月07日 |
| 11 | 気持ちよくあいさつをしよう ハイサイ怪人ビッグボイスあらわる！         | ハイサイ怪人 ビッグボイス                                    | 宜野湾市立普天間第二小学校レインボー学級 | 体側               | なし                     | なし                                   | 2019年09月19日 |
| 12 | よい姿勢を身につけよう 猫背怪人マエカガミンあらわる！                 | 猫背怪人 マエカガミン                                        | 川崎市立新城小学校のぞみ級               | 胸                 | なし                     | なし                                   | 2019年10月03日 |
| 13 | 身だしなみを整えよう 寝ぐせ怪人ダラシナインあらわる！                 | 寝ぐせ怪人 ダラシナイン                                      | 東京都立臨海青海特別支援学校             | ふくらはぎ         | マイマイ                 | その2 ウィンドカーニバル               | 2019年10月24日 |
| 14 | 早寝早起きをしよう 夜ふかし怪人メギラーンあらわる！                   | 夜ふかし怪人 メギラーン 夜ふかし怪人 子メギラーン            | 横浜市立北方小学校                       | 太ももの後ろ       | なし                     | なし                                   | 2019年11月21日 |
| 15 | 上手にはしを使おう おはし怪人ハシハッシーあらわる！                   | おはし怪人 ハシハッシー                                      | 岡山県立岡山西支援学校                   | 全身               | レジェンド               | なし                                   | 2019年12月05日 |
| 16 | いろいろかいてみよう ぬりぬり怪人ラクガッキーあらわる！               | ぬりぬり怪人 ラクガッキー                                    | 大阪府立藤井寺支援学校                   | 上半身             | なし                     | なし                                   | 2020年01月09日 |
| 17 | ハサミをうまく使いこなそう ハサミ怪人シザーザンスあらわる！           | ハサミ怪人 シザーザンス                                      | 愛媛県立新居浜特別支援学校               | 肩                 | なし                     | なし                                   | 2020年01月23日 |
| 18 | めざせ！ぞうきん名人 おそうじ怪人ゾーキングあらわる！                 | おそうじ怪人 ゾーキング                                      | 山形県立鶴岡養護学校                     | 手                 | なし                     | なし                                   | 2020年02月06日 |
| 19 | まかせて！給食当番 給食怪人はこぶーダーあらわる！                     | 給食怪人 はこぶーダー                                        | 茨城県立協和特別支援学校                 | ふくらはぎ         | なし                     | なし                                   | 2020年02月20日 |
| 20 | 楽しくすごそう！雨の日も かさ怪人ドシャブリンあらわる！               | かさ怪人 ドシャブリン                                        | 横浜市立仏向小学校                       | 胸                 | なし                     | なし                                   | 2020年03月05日 |
| 21 | 健康診断を受けよう バイ菌怪人しんだんヤダモンあらわる！               | バイ菌怪人 しんだんヤダモン                                  | 沖縄県立八重山特別支援学校               | 体側               | なし                     | なし                                   | 2020年06月04日 |
| 22 | つめの手入れをしよう つめ怪人ツメバリンあらわる！                     | つめ怪人 ツメバリン                                          | 千葉県立槇の実特別支援学校               | 肩                 | なし                     | なし                                   | 2020年06月18日 |
| 23 | 暑い日に注意 灼熱怪人ネッチュウヨシオンあらわる！                     | 灼熱怪人 ネッチュウヨシオン（演 - 小島よしお）               | なし                                     | 全身               | なし                     | その6 トゥインクル・テレポーテーション | 2020年07月09日 |
| 24 | ひもを結ぼう ダークネス・ゴールド参上！                               | なし                                                         | 松江市立意東小学校                       | 腕                 | なし                     | なし                                   | 2020年11月19日 |
| 25 | くつをはこう くつ怪人クツギシあらわる！                               | くつ怪人 クツギシ（演 - 高岸宏行（ティモンディ））           | 群馬県立伊勢崎特別支援学校               | ふくらはぎ         | なし                     | その6 トゥインクル・テレポーテーション | 2020年12月03日 |
| 26 | 乗り物に乗っているとき 乗り物大好き怪人マスターコバちゃんあらわる！   | 乗り物大好き怪人 マスターコバちゃん（演 - ケンドーコバヤシ） | 茨城県立協和特別支援学校                 | 手                 | なし                     | なし                                   | 2021年01月07日 |
| 27 | 買い物をしてみよう 買いすぎ怪人カッテバッカーあらわる！               | 買いすぎ怪人 カッテバッカー                                  | 東京都立八王子西特別支援学校             | 全身               | なし                     | なし                                   | 2021年01月21日 |
| 28 | 地震にそなえよう ストレッチマン・レスキュー参上！                     | なし                                                         | なし                                     | 手                 | レジェンド（レスキュー） | なし                                   | 2021年02月04日 |
| 29 | 災害にそなえよう 避難所でのすごし方                                   | なし                                                         | なし                                     | ふくらはぎ         | レジェンド（レスキュー） | なし                                   | 2021年02月18日 |
| 30 | リモートでつながろう オンライン怪人ざいたくダーあらわる！             | オンライン怪人 ざいたくダー（演 - キンタロー。）             | なし                                     | 体側               | なし                     | なし                                   | 2021年03月04日 |
| 31 | “ストレッチマン体操” 完成                                             | なし                                                         | なし                                     | なし               | なし                     | なし                                   | 2021年09月02日 |
| 32 | タブレットを使おう ミッション怪人ムチューパッドあらわる！             | ミッション怪人 ムチューパッド（演 - キンタロー。）           | なし                                     | 全身               | なし                     | なし                                   | 2021年09月16日 |
| 33 | 交通ルールを守ろう なかよし怪人いつもいっしょちゃんあらわる！         | なかよし怪人 いつもいっしょちゃん（演 - りんごちゃん）       | なし                                     | 手                 | なし                     | なし                                   | 2021年10月07日 |
| 34 | マスクをつけよう ヤダヤダ怪人マスクトルモンあらわる！                 | ヤダヤダ怪人 マスクトルモン                                  | 刈谷市立刈谷特別支援学校                 | 肩                 | なし                     | なし                                   | 2021年10月21日 |
| 35 | かぜをひいたらどうする？ から元気怪人ムリシガーチあらわる！           | から元気怪人 ムリシガーチ（演 - サンシャイン池崎）           | なし                                     | ストレッチマン体操 | なし                     | なし                                   | 2021年11月18日 |
| 36 | 消しゴムを使おう 黒ぬり怪人カオスノートあらわる！                     | 黒ぬり怪人 カオスノート                                      | 宮城教育大学附属特別支援学校             | ストレッチマン体操 | なし                     | なし                                   | 2022年01月13日 |
| 37 | あそびたいときはことばにしよう かんちがい怪人オレノモンダーあらわる！ | かんちがい怪人 オレノモンダー（演 - とにかく明るい安村）     | なし                                     | 手                 | なし                     | なし                                   | 2022年01月27日 |
| 38 | 入学式に参加するとき そわそわ怪人フラリーノあらわる！                 | そわそわ怪人 フラリーノ（演 - ゆりやんレトリィバァ）         | なし                                     | 肩                 | なし                     | なし                                   | 2022年02月10日 |
| 39 | 予定をたてよう あれもこれも怪人ヨクバーリンあらわる！                 | あれもこれも怪人 ヨクバーリン                                | 岩倉市立岩倉南小学校                     | 胸                 | なし                     | なし                                   | 2022年02月24日 |
| 40 | 食べたら食器をかたづけよう ものぐさ怪人クイッパナッシーあらわる！     | ものぐさ怪人 クイッパナッシー                                | 千歳市立祝梅小学校                       | 体側               | なし                     | なし                                   | 2022年03月10日 |

新型コロナウイルスに負けない「ゴールドからみんなへの 特別メッセージ」
2019新型コロナウイルス感染防止対策の特別編。Eテレでは番組終盤の遊びコーナーを差し替える形で放送される。
| 回 | タイトル            | 時間 | Eテレ放送日    | Eテレ本編                                               |
| -- | ------------------- | ---- | -------------- | ------------------------------------------------------- |
| 1  | ウイルスって?       | 1:59 | 2020年05月14日 | 早寝早起きをしよう 夜ふかし怪人メギラーンあらわる！     |
| 2  | なぜ手をあらう?     | 2:33 | 2020年05月21日 | きれいに顔をあらおう ネコ怪人ナデルノスキーあらわる！   |
| 3  | なぜマスクをつける? | 2:13 | 2020年05月28日 | 楽しくすごそう！雨の日も かさ怪人ドシャブリンあらわる！ |

#### ストレッチマンGO!
タイトルは「（怪人）あらわる！」。
| 回 | タイトル                                       | 怪人                                  | ロケ場所                                   | ストレッチ   | 助っ人     | あそび                           | 初回放送日     |
| -- | ---------------------------------------------- | ------------------------------------- | ------------------------------------------ | ------------ | ---------- | -------------------------------- | -------------- |
| SP | あたらしい▲（トンガリ）スペシャル              | すいか怪人 シャリットナ               | 茨城県立協和特別支援学校                   | 手           | ゴールド   | しんぶんしを使ったあそび         | 2023年08月11日 |
| 1  | ウジウジ怪人ベリーブルーあらわる！             | ウジウジ怪人 ベリーブルー             | 小平市立小平第五小学校                     | 手           | なし       | ペットボトルを使ったあそび       | 2024年04月04日 |
| 2  | 織物怪人ツムグリンあらわる！                   | 織物怪人 ツムグリン                   | 茨城県立結城特別支援学校                   | 全身         | なし       | ダンボールキャタピラーであそぼう | 2024年04月25日 |
| 3  | 悪魔になったクリオネ怪人デビオネあらわる！     | クリオネ怪人 デビオネ                 | 北海道網走養護学校                         | 体側         | なし       | テープを使ったあそび             | 2024年05月16日 |
| 4  | サケ怪人シャケラッチョあらわる！               | サケ怪人 シャケラッチョ               | 千歳市立北進小中学校                       | 胸           | ゴールド   | スカーフであそぼう               | 2024年05月30日 |
| 5  | うなぎ怪人ウナギースギーあらわる！             | うなぎ怪人 ウナギースギー             | 湖西市立岡崎小学校                         | ふくらはぎ   | なし       | ふくろであそぼう                 | 2024年06月13日 |
| 6  | 納豆怪人ヤラネバーあらわる！                   | 納豆怪人 ヤラネバー                   | 茨城県立水戸特別支援学校                   | 肩           | なし       | ダンスをしよう                   | 2024年06月27日 |
| 7  | 電車怪人ツナガレッシャーあらわる！             | 電車怪人 ツナガレッシャー             | 東京都立中野特別支援学校                   | 腰           | なし       | かみコップを使ったあそび         | 2024年07月11日 |
| 8  | 金魚怪人エドキーンあらわる！                   | 金魚怪人 エドキーン                   | 東京都立鹿本学園                           | 上半身       | なし       | クッションであそぼう             | 2024年08月29日 |
| 9  | すいか怪人シャリットナあらわる！               | すいか怪人 シャリットナ               | 茨城県立協和特別支援学校                   | 手           | なし       | しんぶんしであそぼう             | 2024年09月12日 |
| 10 | ウメ怪人メチャスッパあらわる！                 | ウメ怪人 メチャスッパ                 | 東京都立光明学園                           | 肩           | なし       | シーツであそぼう                 | 2024年09月26日 |
| 11 | あさり怪人セワヤッキーあらわる！               | あさり怪人 セワヤッキー               | 東京都立城東特別支援学校                   | 体側         | なし       | くつしたであそぼう               | 2024年10月10日 |
| 12 | きゅうり怪人キュウリンあらわる！               | きゅうり怪人 キュウリン               | 埼玉県立本庄特別支援学校                   | ふくらはぎ   | なし       | ティッシュであそぼう！           | 2024年10月24日 |
| 13 | ラーメン怪人ヘイ！メ～ンあらわる！             | ラーメン怪人 ヘイ！メ～ン             | 横浜市立義務教育学校緑園学園               | 全身         | なし       | 紙パックであそぼう！             | 2024年11月07日 |
| 14 | ロケット怪人マッスーグあらわる！               | ロケット怪人 マッスーグ               | 虹色(なないろ)学園つくば市立研究学園小学校 | 胸           | なし       | ふうせんであそぼう！             | 2024年11月21日 |
| 15 | そば怪人ソババーンあらわる！                   | そば怪人 ソババーン                   | 長野県安曇養護学校                         | 上半身       | なし       | つつであそぼう！                 | 2024年12月05日 |
| 16 | 金時人参怪人まっかっかーあらわる！             | 金時人参怪人 まっかっかー             | 香川大学教育学部附属特別支援学校           | 太ももの後ろ | なし       | タオルであそぼう                 | 2025年01月09日 |
| 17 | サツマイモ怪人ホクホックンあらわる！           | サツマイモ怪人 ホクホックン           | 島根県立出雲養護学校                       | 体側         | なし       | あき缶であそぼう！               | 2025年01月23日 |
| 18 | オオサンショウウオ怪人ヒタヒッターンあらわる！ | オオサンショウウオ怪人 ヒタヒッターン | 島根県立石見養護学校                       | 手           | なし       | 紙ひこうきであそぼう！           | 2025年02月06日 |
| 19 | シカ怪人シカルノスキーあらわる！               | シカ怪人 シカルノスキー               | 奈良県立二階堂養護学校                     | ふくらはぎ   | レジェンド | ロープであそぼう！               | 2025年02月20日 |
| 20 | みんなでストレッチマンダンススペシャル！       | なし                                  | なし                                       | なし         | なし       | なし                             | 2025年03月06日 |

### スタッフ
ストレッチマン2
- 人形デザイン - 西村軍団

- 人形製作 - 劇団カッパ座
- 衣装 - 麓美絵子

シリーズ共通
- 音楽 - 佐藤心
- 制作
  - NHK大阪放送局（1999年度 - 2012年度）
  - NHK青少年・教育番組部（2013年度以降）
- 制作・著作 - NHK

## 特番

### ストレッチマン・スペシャル

#### GO！GO！ストレッチマン
概要
『グルグルパックン』の出演キャラクターであるストレッチマン（レジェンド）を主役にした夏休み特別番組。1996年4月からのストレッチマンの怪人との対決コーナーのパイロット版でもある。
基礎情報
- 放送枠：NHK教育テレビジョン 平成7年度NHK夏のテレビクラブ
- 放送日時：1995年8月14日 - 1995年8月16日 月曜日 - 水曜日10:20 - 10:25（全3回、再放送なし）

特別出演
- しょうわかいじん ショウワタロウ（藤田友宏）
ストレッチマン（レジェンド）と対決した最初の怪人。BIG3（14日はさんま、15日はたけし、16日はタモリ）をモチーフとしている。
夏休みでだらけている小学生を襲ったが、地球上に駆けつけたストレッチマン（レジェンド）の前に敗れた。
怪人を演じたのはグルグルの担当声優の藤田友宏。「グルグルの森」では宇仁菅真が悪役を担当したため、主役と悪役の交換出演となっている。

#### ストレッチマン with ゴスペラーズ
概要
ストレッチマン10周年記念番組。ストレッチマン（レジェンド）のパーソナルデータと称して「ストレッチマン（レジェンド）の身体は全身タイツではなく皮膚」「視力7.0のストレッチアイ」などの設定が披露された。
5分番組『NHKプレマップ』（2003年10月13日 - 11月1日）で番組告知。
基礎情報
- 公開収録：2003年8月14日 NHK大阪ホール
- 放送枠：NHK教育テレビジョン NHK教育フェア2003
- 放送日時
  - 2003年11月03日 月曜日09:00 - 10:00 文化の日
  - 2003年12月23日 火曜日10:00 - 11:00 天皇誕生日

特別出演
- ゴスペラーズ
メンバーの酒井雄二が「最近、気になる人物は?」との質問に「ストレッチマン」と答えたところ、ストレッチマン（レジェンド）が他局の番組にもかかわらず、出演してくれたことに対するお礼で今回の番組出演となった。大晦日の『第54回NHK紅白歌合戦』ではストレッチマン（レジェンド）とまいどんがゴスペラーズの曲紹介をした。
- 悪の女王 マジョー（松本美香）
これまでストレッチマン（レジェンド）に倒された怪人達の親玉。彼に復讐するため、コンサートの妨害を画策する。
- 再生怪人
  - ザリガニかいじん エビータ（篠宮暁（オジンオズボーン））
  - クモかいじん ドクグーモ（高松新一（オジンオズボーン））
  - トゲトゲかいじん バラバラ（クロちゃん（安田大サーカス））

ストレッチマン（レジェンド）に倒された一部の怪人らがマジョーの力で再生復活した怪人。バラバラは兵庫県立こやの里養護学校で現れたバラバラ1ごうとバラバラ2ごうのいとこ。演者はいずれもマジョー役の松本と同じ松竹芸能所属のお笑い芸人達で、オジンオズボーンは全身タイツ姿で公開収録の前説も担当した。

あらすじ
ストレッチマン（レジェンド）とゴスペラーズの合同コンサートの当日、歌の練習をしているストレッチマン（レジェンド）にマジョーと再生怪人が襲撃。エビータの「調子外れ光線」を浴び、音痴になってしまう。ゴスペラーズにコンサートの中止を申し出るが、ゴスペラーズと「ドレミのうた」を歌いながら音程を取り戻す。その直後、マジョーと再生怪人が再びストレッチマン（レジェンド）を襲撃するが、ストレッチマン（レジェンド）が勝利し、コンサートが無事に開始される。
ストレッチマン（レジェンド）とゴスペラーズのトークコーナー、ゴスペラーズに向けて番組内容とストレッチマン（レジェンド）のパーソナルデータの説明、会場の子供たちによるストレッチマン（レジェンド）とゴスペラーズへの質問コーナー、歌のコーナーと続き、ゴスペラーズがコンサートの準備をするために一時退場。会場の子供たちのためにストレッチマン（レジェンド）一人で「ストレッチマンのポーズクイズ」を行う。
ストレッチマン（レジェンド）が「さあ、これからコンサートだ」とゴスペラーズを呼ぶと、出てきたのはマジョーだった。瓶に閉じ込められたゴスペラーズを見せ、マジョーと再生怪人が「ブラックゴスペラーズ」としてコンサートを行うと宣言。ストレッチマン（レジェンド）に倒されてきた怪人たちの過去の映像を見せた後、ストレッチマン（レジェンド）と対決。ストレッチマン（レジェンド）がドクグーモの蜘蛛の糸で捕まり檻に閉じこめられてしまうが、観客席から送られてきたエネルギーボール（巨大風船）の力を得てストレッチマン（レジェンド）の逆転勝利。
瓶に閉じ込めていたゴスペラーズが解放され、コンサートが再開される。最後にはマジョーと再生怪人がストレッチマン（レジェンド）と和解し、みんなで「きらきら星」を歌ってコンサートが終演。ストレッチマン（レジェンド）はNHK大阪ホールから自力（ワイヤーアクション）で飛んで帰っていった。
曲目
- 「ストレッチマン21」ストレッチマン（レジェンド）
- 「ひとり」ゴスペラーズ
- 「ドレミのうた」ゴスペラーズ、ストレッチマン（レジェンド）
- 「パンダうさぎコアラ」ゴスペラーズ、まいどん
- 「森のくまさん」ゴスペラーズ、まいどん
- 「星屑の街」ゴスペラーズ
- 「Tiger Rag」ゴスペラーズ
- 「きらきら星」ゴスペラーズ、ストレッチマン（レジェンド）、まいどん、マジョー、再生怪人

#### ストレッチマン中国をゆく
概要
『生放送!教育フェア2007 きょうは丸ごとETV祭り』で放送された『2』の特別番組。30分枠でドラマパートとNHK大阪放送局からの公開生放送の2部構成。
ドラマパートは15分番組に再編集され、『ストレッチマン2』の「2007年度第20回」として2008年3月に放送された。
中華人民共和国（上海市、北京市、河南省）で番組初の海外ロケを敢行。
基礎情報
- 番組名：ストレッチマンスペシャル 「ストレッチマン中国をゆく」
- 放送枠：NHK教育テレビジョン NHK教育フェア2007
- 放送日時
  - 生放送!教育フェア2007 きょうは丸ごとETV祭り
    - 2007年11月03日 土曜日10:05 - 10:35 文化の日

  - ストレッチマン2「ストレッチマン特別編」
    - 2008年03月04日 火曜日09:45 - 10:00
    - 2008年03月06日 木曜日09:45 - 10:00
    - 2008年03月11日 火曜日09:45 - 10:00
    - 2008年03月13日 木曜日09:45 - 10:00
    - 2008年03月19日 水曜日09:30 - 09:45
    - 2008年03月20日 木曜日04:15 - 04:30（NHK BS2）

特別出演
- ブラックストレッチマン（森下じんせい）
自らの人気におごるストレッチマン（レジェンド）の邪悪な心の権化で、自己中心的な性格。
- ブラックストレッチマンの手下（プラスマイナス）

あらすじ
子どもに大人気のストレッチマン（レジェンド）は最近、慢心気味でなまけモード。ブラックストレッチマンと大阪城天守閣で対決するも、あっけなく敗れ、中国に飛ばされてしまう。傷心のストレッチマン（レジェンド）は中国で武者修行を決行。上海の雑技団や少林寺、障害者芸術団の千手観音チームなど、様々な人とふれあい、努力を続けること、仲間を信じることの大切さを学び、子どもたちの力を借りて再びブラックストレッチマンに挑む。

#### のばしてのばして15ねん
概要
ストレッチマン15周年記念番組。NHK大阪放送局からの公開生放送。
『生放送!ETV50学ぶ冒険 NHK教育フェア2009』の30分枠で放送。同番組のメイン会場は東京都渋谷区のNHK放送センターのため、番組開始前の2分間（13:58 - 14:00）に東京と大阪で相互中継を結んだ。
基礎情報
- 番組名：ストレッチマンスペシャル のばしてのばして15ねん
- 放送枠：NHK教育テレビジョン NHK教育フェア2009
- 放送日時：2009年10月31日 土曜日14:00 - 14:30（再放送なし）

特別出演
- クールポコ
- 再生怪人軍団
  - ザリガニかいじん エビータ
  - ぶどうかいじん キョホーン
  - ぶどうかいじん マスカットン
  - きんシャチかいじん しゃちだぎゃあ
  - タイヤかいじん タイヤン
  - ながいもかいじん とろろ～ん
  - わんこそばかいじん どんとくえ

まいどんを生け捕りにした上、ストレッチマン（レジェンド）を誘い出して戦いを挑んだ怪人。ストレッチパワーも通用しないほどパワーアップしており、ストレッチマン（レジェンド）を追い詰めるが、最後はストレッチマン（レジェンド）がガンバ大阪の選手たちにストレッチを習って体得したより強力なストレッチパワーで浄化されて人間に戻り、ストレッチマン（レジェンド）とまいどんと一緒にストレッチを披露した。
- ガンバ大阪選手（山口智、播戸竜二、中澤聡太、下平匠）
怪人たちに勝つための特訓パートでVTR出演。

#### ストレッチマンのふゆやすみ
概要
「遊び楽団みにまむす」が番組初登場した『ハイパー』の遊びコーナーのパイロット版。
基礎情報
- 放送枠：NHK教育テレビジョン 平成22年度NHK冬のテレビクラブ
- 放送日時
  - 2009年12月22日 火曜日09:45 - 10:00
  - 2009年12月29日 火曜日09:45 - 10:00

特別出演
- 遊び楽団みにまむす（みにまむす）

#### みんなのびのびストレッチ仲間
概要
2010年の文化の日に放送された『ハイパー』の特別番組。怪人との対決の他、「クイズ・ストレッチマン」「ストレッチマン（レジェンド）の家庭訪問」「スペシャルオリンピックスを応援」を放送。
基礎情報
- 番組名：ストレッチマン・スペシャル～みんなのびのびストレッチ仲間～
- 放送枠：NHK教育テレビジョン NHK文化祭2010
- 放送日時：2010年11月3日 水曜日10:30 - 11:00（再放送なし）

特別出演
- 人文字怪人 ゴルゴレッド（TIM）
地球の平和とストレッチ文化に貢献してきたストレッチマン（レジェンド）にストレッチ文化賞が贈られる授賞式の会場を襲撃した怪人。合体人文字攻撃を得意としており、ストレッチマン（レジェンド）&まいどん&みにまむすの合体ストレッチと対戦した。そして戦いの後、ストレッチマン（レジェンド）は降参した自身に「この人文字をお見舞いする！」と「仲間」の人文字を贈った。

#### スポーツパワーでダラダラ怪人ウゴカーンをやっつけろ
概要
2021年3月15日に放送された『ゴールド』の特別番組。
基礎情報
- 番組名：ストレッチマン・スペシャル スポーツパワーでダラダラ怪人ウゴカーンをやっつけろ
- 放送枠：NHK Eテレ
- 放送日時：2021年3月15日 月曜日09:00 - 09:30（再放送なし）

特別出演
- ダラダラ怪人 ウゴカーン（加藤諒）
身体を動かすのが大嫌いで、マイマイを連れ去った怪人。
- パラ卓球選手（齊藤元気）
- 府中けやきの森学園の男子生徒1人
- 東京都立あきる野学園の女子生徒1人
- 府中けやきの森学園の女子生徒1人
- パラ馬術選手（稲葉将）

あらすじ
ゴールドたちはウゴカーンを倒すため、ストレッチ一族に伝わる伝説の書物ノバスの書でパワーを秘めてパワーを放出するには卓球バレー、フライングディスク、ハンドサッカー、バランスボールを使ったトレーニングに挑戦を挑み、最後はノバスの書のパワーを開放し、見事スポーツパワーでマイマイを救出した。

#### 放送リスト
| タイトル                                           | 初回放送日            |
| -------------------------------------------------- | --------------------- |
| GO！GO！ストレッチマン                             | 1995年08月14日 - 16日 |
| ストレッチマン with ゴスペラーズ                   | 2003年11月03日        |
| ストレッチマン中国をゆく                           | 2007年11月03日        |
| のばしてのばして15ねん                             | 2009年10月31日        |
| ストレッチマンのふゆやすみ                         | 2009年12月22日        |
| みんなのびのびストレッチ仲間                       | 2010年11月03日        |
| スポーツパワーでダラダラ怪人ウゴカーンをやっつけろ | 2021年03月15日        |

### ストレッチマンVスペシャル

#### ストレッチマンがやってくる！福島県養護学校奮闘記
概要
東日本大震災で被災した福島県の2つの養護学校からストレッチマンに来てほしいというリクエストが来た。
富岡養護学校を訪れたレッドは先生たちが制作して自ら演じる「さくら怪人」と対決するが、怪人には先生と生徒の故郷の象徴である「桜」への思いがつまっていた。
あぶくま養護学校安積分校へはオレンジが訪問。震災の影響で校内で動けるスペースが狭い中でも、子どもたちが楽しく体を動かせるダンスを先生たちと協力して開発する。
基礎情報
- 放送局：NHK Eテレ
- 放送日時
  - 2014年3月25日 火曜日09:00 - 09:45
  - 2014年4月12日 土曜日15:00 - 15:45

#### のばしてのばして20年！ストレッチマンとあそぼう
概要
ストレッチマン20周年記念番組。「NHK文化祭たいけん広場2014」での公開収録。怪人対決のほか、番組20年間の名場面などを振り返る。
基礎情報
- 公開収録：2014年11月2日 NHK放送センター
- 放送局：NHK Eテレ
- 放送日時
  - 2014年12月31日 水曜日10:00 - 10:30 大晦日
  - 2015年01月12日 月曜日09:45 - 10:15 成人の日
  - 2015年03月20日 金曜日09:00 - 09:30 春分の日

特別出演
- あんこく怪人 カバの女王（KABA.ちゃん）
- あんこく怪人 キンのタロ子（キンタロー。）
20年もの間、ストレッチマンに倒され続けてきた怪人たちの恨みを晴らすべく、ストレッチマン打倒作戦を敢行した怪人たちの親玉。オレンジを生け捕りにした上、暗黒ベルトでレッドとグリーンを洗脳してストレッチマンVを窮地に追いやるが、駆けつけたストレッチマン（レジェンド）の活躍で形勢逆転。最後は6人の力を合わせたストレッチパワーで浄化されて人間に戻り、ストレッチマン全員と一緒にストレッチとダンスを披露した。

外部リンク
- NHK for School 番組紹介 - ウェイバックマシン（2019年12月4日アーカイブ分）

#### ストレッチマンV 東北を行く
概要
東日本大震災の復興支援イベント「NHK公開復興サポート 明日へ in 多賀城」での公開収録。怪人対決のほか、ストレッチマンVが東北の特別支援学校を訪れるコーナーも放送。
基礎情報
- 番組名：NHK公開復興サポート 明日へ in 多賀城「ストレッチマンV 東北を行く」
- 公開収録：2015年11月8日 東北学院大学 多賀城キャンパス
- 放送局：NHK Eテレ
- 放送日時：2016年2月7日 日曜日16:30 - 17:00（再放送なし）

特別出演
- よみがえった イチゴ怪人 ウド・ベリー（ウド鈴木（キャイ〜ン））
東日本大震災の津波災害でたくさんのイチゴ畑が被害を受けイチゴ栽培ができなくなったため、仲間を増やしてイチゴ畑を復活させるべく、子供たちを無理やりイチゴ人間にしようとした怪人。最後はストレッチパワーで浄化されて人間に戻り、ストレッチマンVと一緒にストレッチマンダンスを披露した。

#### 放送リスト
| タイトル                                         | 初回放送日     |
| ------------------------------------------------ | -------------- |
| ストレッチマンがやってくる！福島県養護学校奮闘記 | 2014年03月25日 |
| のばしてのばして20年！ストレッチマンとあそぼう   | 2014年12月31日 |
| ストレッチマンV 東北を行く                       | 2016年02月07日 |

### ストレッチマンGO!・スペシャル

#### ストレッチマン30周年スゴい▲(トンガリ)スペシャル
概要
ストレッチマン30周年記念番組。マンゴー・ゴールド・レジェンドが「ストレッチマンダンス」を披露する。
- 放送局：NHK Eテレ
- 放送日時
  - 2024年11月09日 土曜日16:30 - 17:00

特別出演
- 帝王ツイコダンナナー（池谷和志 （ジョイマン））
3人の怪人を地球を送りこんだが、通常の「ストレッチパワー」ではなく、「ストレッチマンダンス」でしか倒せない。
改心後に仮面を取り正体を現したが、ジョイマンの池谷であった。因みに「ななんだコイツ」のアナグラムである。
- 高木晋哉（ジョイマン）
「のぉ～り～」として本編に登場しているが、ラストで本人役として登場。

#### 放送リスト
| タイトル                                        | 怪人                                                          | ロケ場所                                      | ストレッチ | 初回放送日     |
| ----------------------------------------------- | ------------------------------------------------------------- | --------------------------------------------- | ---------- | -------------- |
| ストレッチマン30周年スゴい▲(トンガリ)スペシャル | ハスカップ怪人 ハズカッチ スーパー桜島怪人 ムリムリドッカーン | 千歳市立祝梅小学校 鹿児島県立指宿特別支援学校 | ふくらはぎ | 2024年11月09日 |

## オトナのストレッチマン

### 概要
2017年8月28日 - 9月1日の19:55 - 20:00に放送されたミニ番組で、『V』と『ゴールド』の直接のスピンオフ番組。ストレッチマン（レジェンド）が新たな大人のストレッチを開発した修行の成果を見せるべく、温泉旅行から戻ってきたという設定で、リラックスや日常の凝り・疲れの解消などに役立つストレッチ体操を紹介する。何故か、本番組のストレッチマン（レジェンド）は『ハイパー』で入った赤色のラインがなくなっていて、「黄色系第1形態」となっている。新聞のテレビ欄ではその日の字数の枠の空きにより、『大人のストレッチマン』『大人Sマン』『柔軟男』と表記されていた。2018年10月29日 - 11月1日の21:55 - 22:00に#06 - #09が放送された。本番組が放送される時は『ゴールド』が放送されており、本番組の第8回放送では本家の宣伝も兼ねて「レジェンド」として登場し、「ストレッチマン・レジェンド、参上！」と名乗った他、予告動画ではストレッチアカデミーにおり、マイマイのまいどんタブレットを使用している様子が見られる。因みにストレッチマンが観ているテレビはかつての本シリーズにあった地球からのSOS信号（怪人を映すモニター）をアレンジしたものになっている。

### 登場人物

#### ストレッチマン一族
ストレッチマン・シルバー（西岡德馬）
レジェンドと共に老人ホームに参上した高齢ストレッチマン。登場時はレジェンド同様に、左手を右下に突き出し、右手で「S」の字を描き、「ストレッチマン・シルバー、参上！」と名乗る。レジェンドとレッドとゴールドとストレッチマンキッズ同様に、とがった頭をしている。因みに「シルバー」には銀色と高齢者の両方の意味が含まれている。

#### 怪人
伝説怪人 グレート・カタクナー（田中卓志（アンガールズ））
ストレッチマン一族が1万年前にストレッチパワーで封印した伝説の怪人。突如任務を終えて地球で暮らしているストレッチマンVを襲い、ピンクに重傷を負わせた。

#### その他
サラリーマン（ちゅうえい（流れ星））
入社11年目で、最近大きなプロジェクトを任され、お疲れ気味のサラリーマン。幼少時は学校を休んだ時など、たまに本シリーズを観ていたらしい。なお、レッドとの関係は不明。
働くウーマン（平野ノラ）
お疲れ気味のウーマン。

### コーナー詳細
ストレッチ体操
本シリーズの看板コーナー。ストレッチマン（レジェンド）がストレッチ第7星雲ストレッチ星でストレッチ体操を紹介するコーナー。カウントに合わせて隕石が落ちてきて爆発する演出も健在で、本番組ではカウントが5カウントから10カウントに変更されている。そのため、「スーパーストレッチマン」（ストレッチ体操のBGM）も5カウント時のものとは異なる仕様になっている。また、言い方も「いち、に、さん…」ではなく「ひとつ、ふたつ、みっつ…」に変更されている。カウント時、ストレッチマンの形をしたカウントが発動するが、最後の「とお」はメーターが上がる演出になっている。
どこでもストレッチ
ストレッチマン（レジェンド）がお疲れ気味の大人の前に現れ、簡単にできるストレッチを紹介するコーナー。シーズン1ではサラリーマン向けに電車内や仕事の合間に簡単にできるストレッチ、シーズン2では主婦向けに家事の合間に簡単にできるストレッチを紹介する。
戦え!ストレッチマン
シーズン3で放送されたシリーズ25周年記念の特撮ドラマ。地球上で怪人と対決したストレッチマン・ファミリーが総出演。
参上!ストレッチマン・シルバー
シーズン2までの「どこでもストレッチ」の後継コーナー。本家『ゴールド』では養護学校（→特別支援学校）及び特別支援学級に参上しているのに対抗し、本コーナーではシルバーとレジェンドが老人ホームに参上し、ストレッチを披露している。なお、怪人は現れない。
癒やしのストレッチ
日替わりの「癒やしの声優（下表参照）」が担当するナレーションに合わせて、豊かな自然の風景をバックにストレッチマン（レジェンド）がリラックスできるストレッチを紹介する。

### 放送リスト
| 回  | タイトル                                      | どこでもストレッチ                         | 癒やしの声優 | 癒やしのストレッチ     | 初回放送日     |
| --- | --------------------------------------------- | ------------------------------------------ | ------------ | ---------------------- | -------------- |
| #01 | 復活!ストレッチマン!                          | 電車内でできる背中のストレッチ             | 三石琴乃     | 首のストレッチ         | 2017年08月28日 |
| #02 | オトナのストレッチ開発!                       | オフィスでできる手指のストレッチ           | 神谷浩史     | 腕のストレッチ         | 2017年08月29日 |
| #03 | 後輩に負けずにストレッチ!                     | トイレでできる肩甲骨のストレッチ           | 沢城みゆき   | 腹筋のストレッチ       | 2017年08月30日 |
| #04 | 疲れた体にストレッチ!                         | 会議中にできる上半身を捻るストレッチ       | 花澤香菜     | 尻のストレッチ         | 2017年08月31日 |
| #05 | ストレッチマンに質問!                         | 仕事の帰り道でできるふくらはぎのストレッチ | 大塚明夫     | 太股のストレッチ       | 2017年09月01日 |
| #06 | さあ!黄色いおじさんとストレッチしないかい!    | 掃除中にできる足のつけねのストレッチ       | 日髙のり子   | ふくらはぎのストレッチ | 2018年10月29日 |
| #07 | クイズ!我が輩の頭の角の名前は、なーんだ?      | 洗濯中にできる背中のストレッチ             | 宮野真守     | 足の裏側のストレッチ   | 2018年10月30日 |
| #08 | ストレッチマン・ゴールド!木曜朝9時!見てネ!    | 料理中にできる全身のストレッチ             | 野沢雅子     | 胸のストレッチ         | 2018年10月31日 |
| #09 | 君は見たか?爆発の中を駆け抜ける我が輩の雄姿を | 風呂上がりにできる首と肩のストレッチ       | 若本規夫     | 上半身のストレッチ     | 2018年11月01日 |
| 回  | 戦え!ストレッチマン                           | 参上!ストレッチマン・シルバー              | 癒やしの声優 | 癒やしのストレッチ     | 初回放送日     |
| #10 | 復活!伝説怪人グレート・カタクナー             | 椅子に座って背中のストレッチ               | 悠木碧       | 全身のストレッチ       | 2019年10月28日 |
| #11 | 集結!ストレッチマン・ファイブ                 | タオルを使って首のストレッチ               | 竹達彩奈     | 肩と背中のストレッチ   | 2019年10月29日 |
| #12 | 奥義!メタモルフォーゼ・アタック               | 椅子とタオルで腰のストレッチ               | 梶裕貴       | 全身のストレッチ       | 2019年10月30日 |
| #13 | 決戦!ストレッチパワー                         | なし                                       | 諏訪部順一   | 肩のまわりのストレッチ | 2019年10月31日 |

| 回    | タイトル                  | 内容            | 初回放送日時                     | 備考   |
| ----- | ------------------------- | --------------- | -------------------------------- | ------ |
| #05.9 | 「筋肉体操」に負けないゾ! | シーズン2予告編 | 2018年10月08日 月曜日17:56-17:57 | [ 20 ] |

### あさイチ×ストレッチマン
『あさイチ』とのコラボ動画を『オトナの』の公式ウェブサイトで公開している。
| 回 | タイトル           | パートナー | 放送日         | 配信 |
| -- | ------------------ | ---------- | -------------- | ---- |
| 1  | 腰痛改善体操       | 森田洋平   | 2019年03月04日 | 動画 |
| 2  | ぎっくり腰のウラ技 | 森田洋平   | 2019年06月19日 | 動画 |
| 3  | あご編             | 千葉美乃梨 | 2019年10月21日 | 動画 |

### スタッフ
- ストレッチ監修 - 竹井仁
- 制作 - NHK青少年・教育番組部
大人向けの番組であるが、学校放送の『V』と『ゴールド』と同じ「青少年・教育番組部」が制作している。
- 制作・著作 - NHK

## 関連商品
書籍
- ストレッチマンあそびえほん（2004年7月15日、MCプレス）

映像作品
- ビデオ教材 ストレッチマン体操（2004年、NHKソフトウェア）
VHS3巻「基本ストレッチ体操1」「基本ストレッチ体操2」「みんなでストレッチ体操!運動会編」、音楽CD「番組テーマ曲と体操BGM」、手引（番組監修者による解説）のセット。

音楽作品
- ストレッチマンサウンドトラック（2012年8月27日、佐藤心）
CDでの発売はなく、オンラインショップでのダウンロード販売のみ[21]。

## 関連番組
- 特別支援教育向け学校放送
  - たのしいきょうしつ
  - いってみよう やってみよう
  - みてハッスルきいてハッスル
  - 花影忍法帳コミ☆トレ
  - スマイル!
  - u&i
- こどもの療育相談